# Hanau

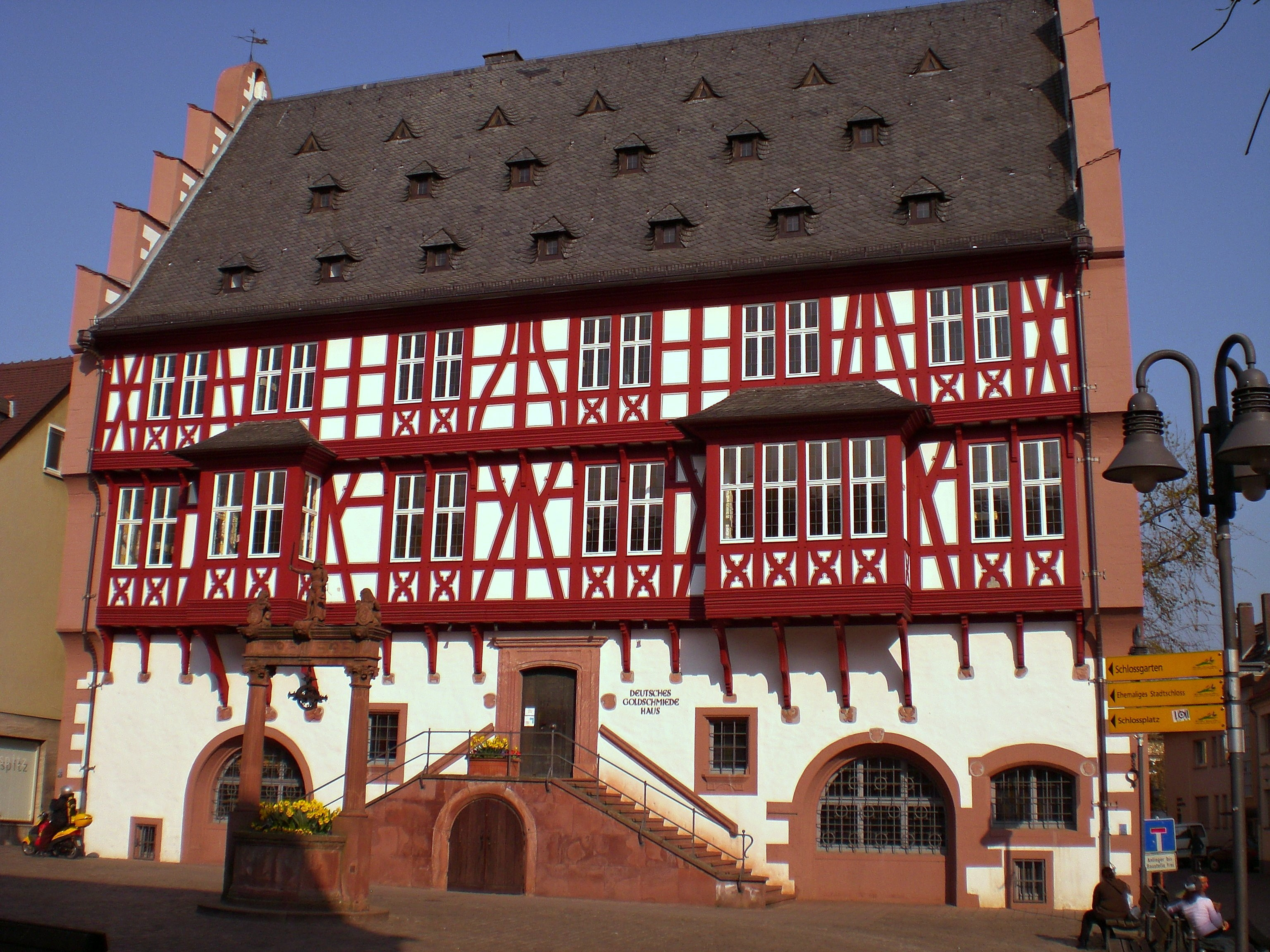
Goldschmiedehaus Hanau

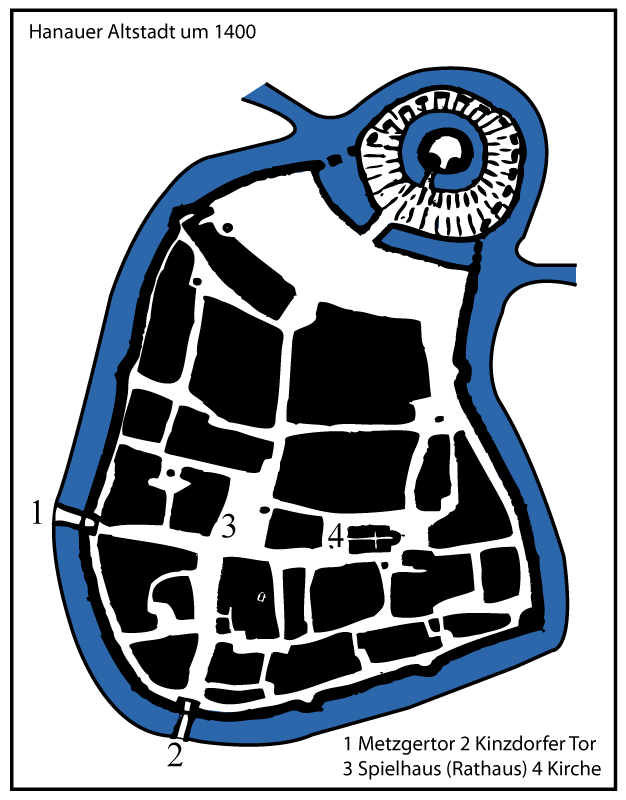
Hanau um 1400

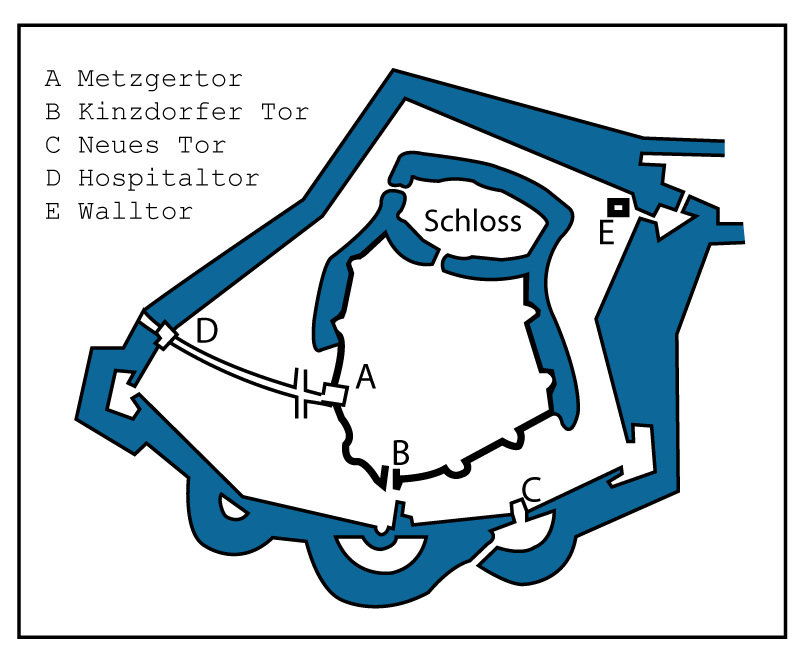
Hanau um 1550

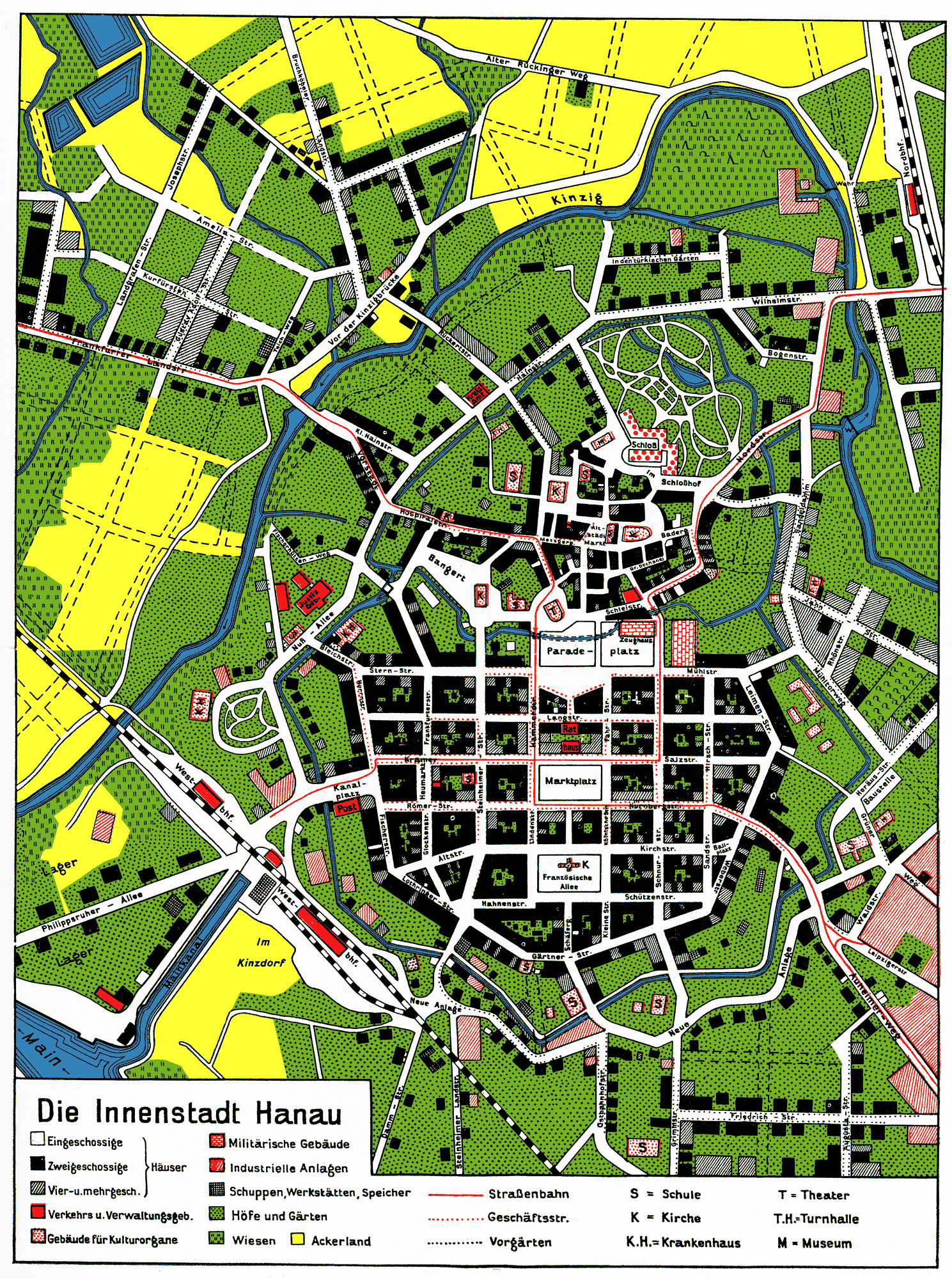
Hanau 1932

Hanau (ⓘ), genannt auch Hanau am Main, ist eine Stadt mit 97.956 Einwohnern (31. Dezember 2024) im Main-Kinzig-Kreis im hessischen Regierungsbezirk Darmstadt. Hanau ist hinsichtlich der Bevölkerungszahl die sechstgrößte Stadt und größte kreisangehörige Stadt Hessens. Zudem ist sie eines der zehn hessischen Oberzentren und eine Stadt mit Sonderstatus. Die Stadt liegt im Osten des Rhein-Main-Gebietes an der Mündung der Kinzig in den Main und gehört zum Ballungsraum Frankfurt, der sich im Regionalverband FrankfurtRheinMain organisiert hat. Hanau trägt seit dem 20. März 2006 die amtliche Zusatzbezeichnung Brüder-Grimm-Stadt, da diese in der Stadt geboren wurden und ihre ersten Jahre hier verbrachten.
Die ehemalige Residenzstadt der Herren und Grafen von Hanau wurde durch Luftangriffe 1944/1945 weitgehend zerstört. Nach ihrem Wiederaufbau in stark veränderter Form ist die Stadt Hanau wieder wirtschaftliches und kulturelles Zentrum der Region Main-Kinzig und ein bedeutender Verkehrs-, Industrie- und Technologiestandort. Die äußeren Stadtteile weisen Fachwerkaltstädte wie Steinheim und Schlösser wie Philippsruhe auf.
Am 25. Februar 2025 wurde vom Hessischen Landtag ein Gesetz beschlossen, mit dem die Stadt Hanau zum 1. Januar 2026 zur kreisfreien Stadt erhoben wird. Es handelt sich um den ersten Fall in Deutschland seit 1998, dass eine bisher kreisangehörige Stadt den Status einer kreisfreien Stadt erhält. Ziel dieser Maßnahme soll die Stärkung der Selbstständigkeit und Identität der Stadt sein.

## Geographie

### Geographische Lage
Hanau liegt in der Untermainebene und hier in einer Senke zwischen Wetterau und Vorspessart am nördlichen Rand des Oberrheinischen Tieflands. Es wird von einem ausgedehnten Waldgürtel, der Bulau, umschlossen. Die Stadt bildet den Schnittpunkt bedeutender Verkehrswege am Eingang zum Kinzigtal.

### Nachbargemeinden
Hanau grenzt an zehn Städte bzw. Gemeinden:
- im Norden: Gemeinde Schöneck, Stadt Bruchköbel
- im Nordosten: Gemeinde Rodenbach, Stadt Erlensee
- im Südosten: Gemeinde Kahl am Main (im bayerischen Landkreis Aschaffenburg)
- im Süden: Gemeinden Großkrotzenburg und Hainburg, Stadt Obertshausen (letztere beiden im Landkreis Offenbach)
- im Westen: Stadt Mühlheim am Main (Landkreis Offenbach) und Maintal

### Stadtgliederung
Hanau ist in zehn Stadtteile aufgeteilt. Die Stadtteile sind wiederum in Stadtbezirke aufgegliedert. Die Stadtteile sind:
| Nr. | Stadtteil    | Stadt- bezirke | Fläche (km²) | Einwohner (Hauptwohnsitz) am 31.03.2025 |
| --- | ------------ | -------------- | ------------ | --------------------------------------- |
| 01  | Innenstadt   | 00009          | 001,54       | 00000013.515                            |
| 02  | Kesselstadt  | 00008          | 003,26       | 00000011.698                            |
| 03  | Nordwest     | 00010          | 005,16       | 00000011.662                            |
| 04  | Lamboy       | 00009          | 006,60       | 00000012.968                            |
| 05  | Südost       | 00009          | 004,26       | 00000010.314                            |
| 06  | Mittelbuchen | 00005          | 009,42       | 00000004.255                            |
| 07  | Steinheim    | 00008          | 008,28       | 00000013.003                            |
| 08  | Klein-Auheim | 00006          | 008,71       | 00000007.936                            |
| 09  | Großauheim   | 00009          | 009,15       | 00000013.621                            |
| 10  | Wolfgang     | 00005          | 019,18       | 00000008.693                            |
|     | Stadt gesamt | 78             | 75,57        | 106.180                                 |

## Geschichte

### Name
Die älteste erhaltene Erwähnung von Hanau, als hagenouwa, stammt vom 20. März 1143, was sich später in Hagenowa (1151) oder Hagenowe (1234, 1238, 1240) ändert. Die Toponomastik geht heute von einer Zusammensetzung aus den germanischen Wörtern Hagen und Aue aus. Der Name bedeutet also sinngemäß so viel wie „eingezäunte bzw. befestigte Siedlung in einer Flusslandschaft“.

### Territoriale Zugehörigkeit der Stadt Hanau
- 13. Jh.–1429: Herrschaft Hanau
- 1429–1458: Grafschaft Hanau
- 1458–1642: Grafschaft Hanau-Münzenberg
- 1642–1685: Grafschaft Hanau
- 1685–1712: Grafschaft Hanau-Münzenberg
- 1712–1736: Grafschaft Hanau
- 1736–1760: Landgrafschaft Hessen-Kassel
- 1760–1785: Grafschaft Hanau (als Sekundogenitur der Landgrafschaft Hessen-Kassel)
- 1785–1806: Landgrafschaft Hessen-Kassel
- 1806–1810: Departement unter französischer Militärverwaltung
- 1810–1813: Großherzogtum Frankfurt
- 1813–1866: Kurfürstentum Hessen
- 1868–1944: preuß. Provinz Hessen-Nassau
- 1944–1945: preuß. Provinz Nassau
- seit 1945: Land Hessen

### Altstadt

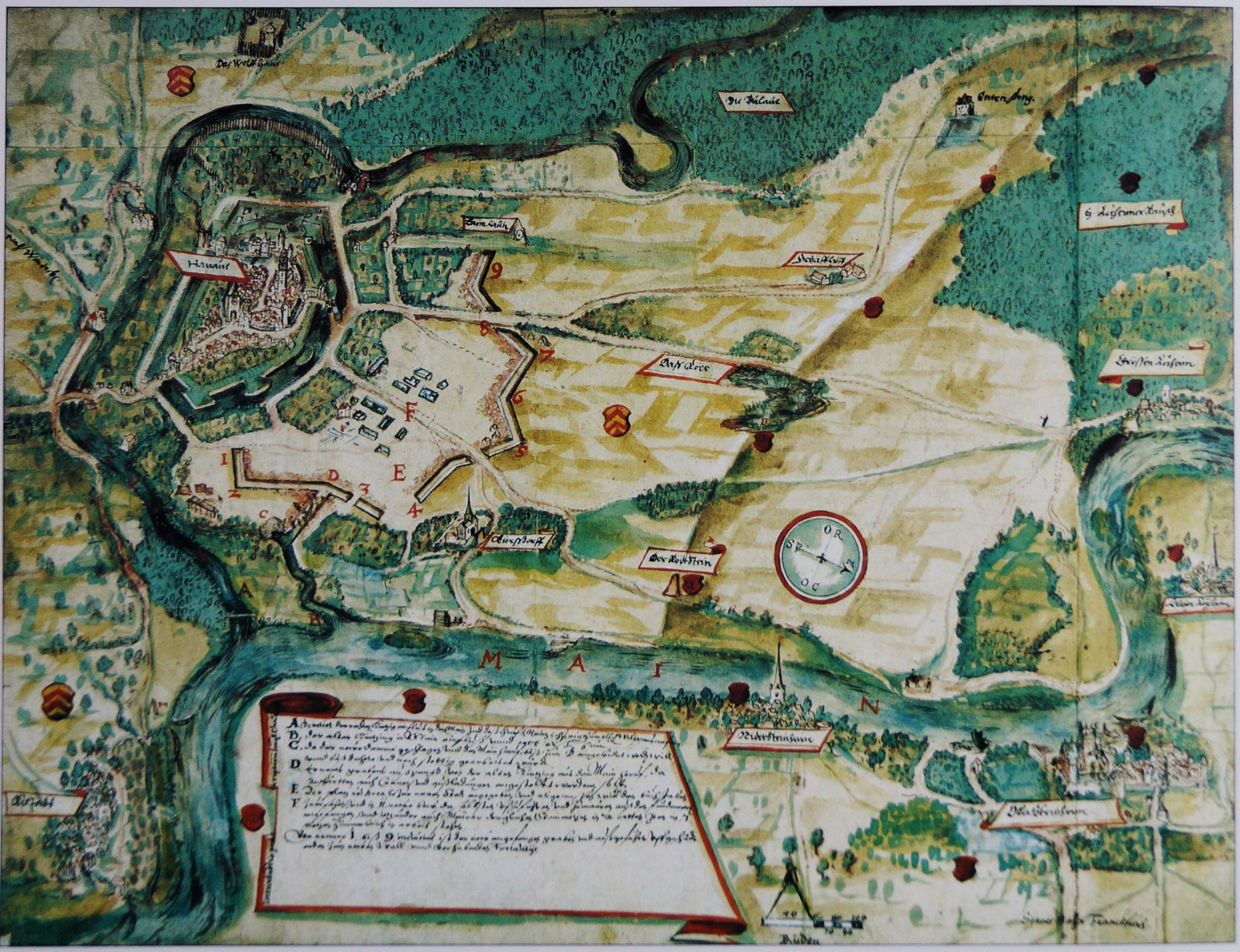
Gründung der Neustadt in Hanau 1597

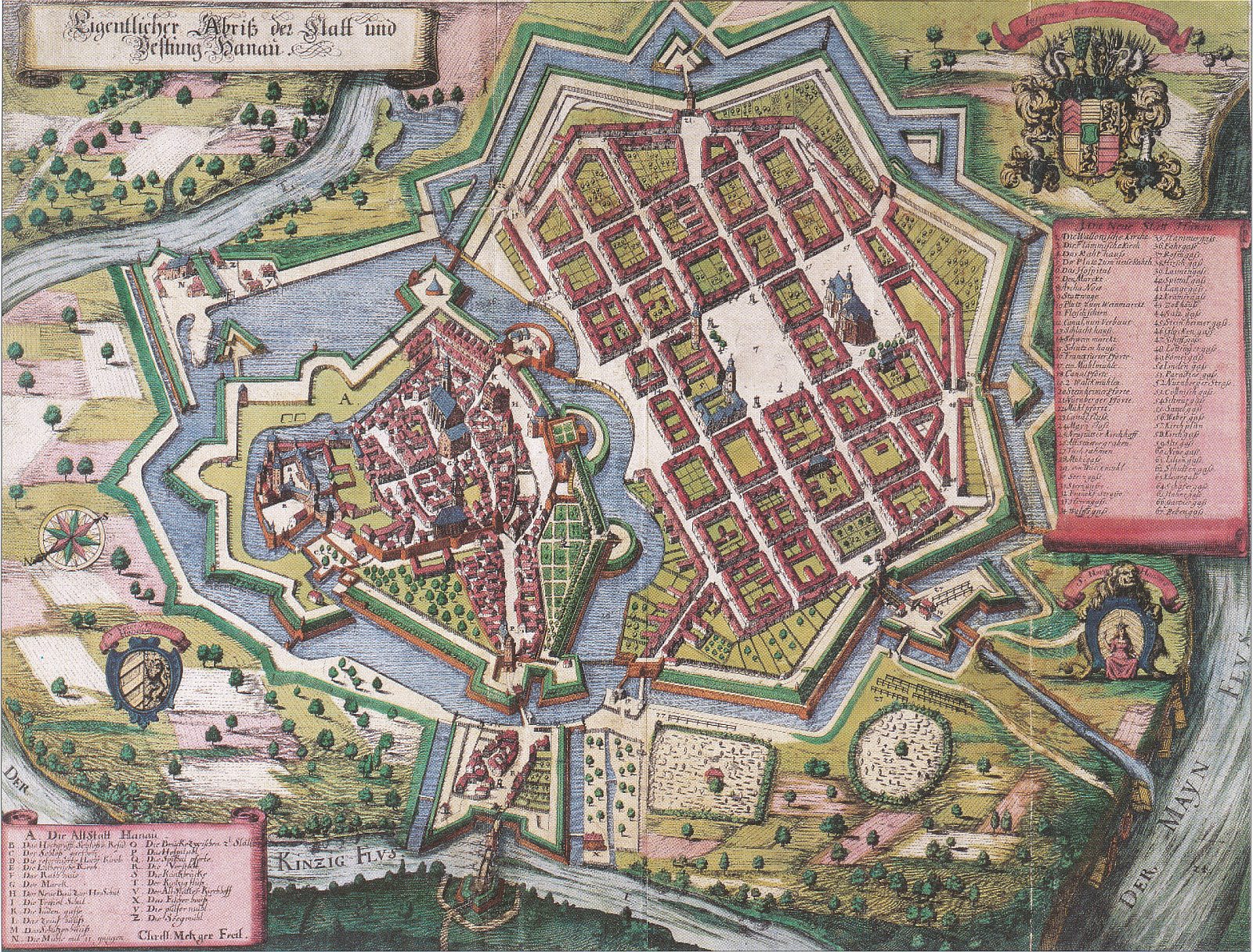
Stadt und Festung Hanau, 1684

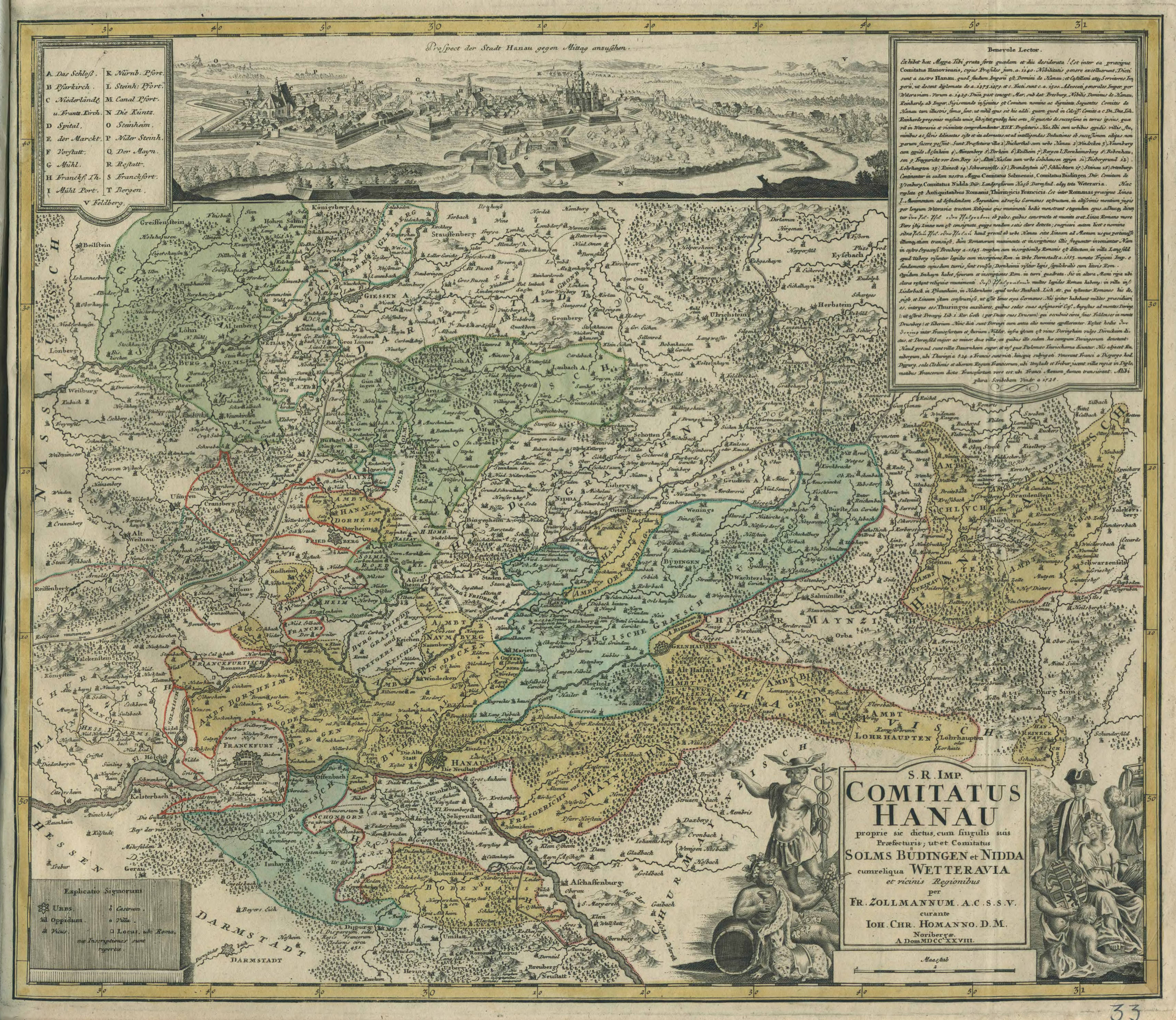
Karte Hanau von 1728.

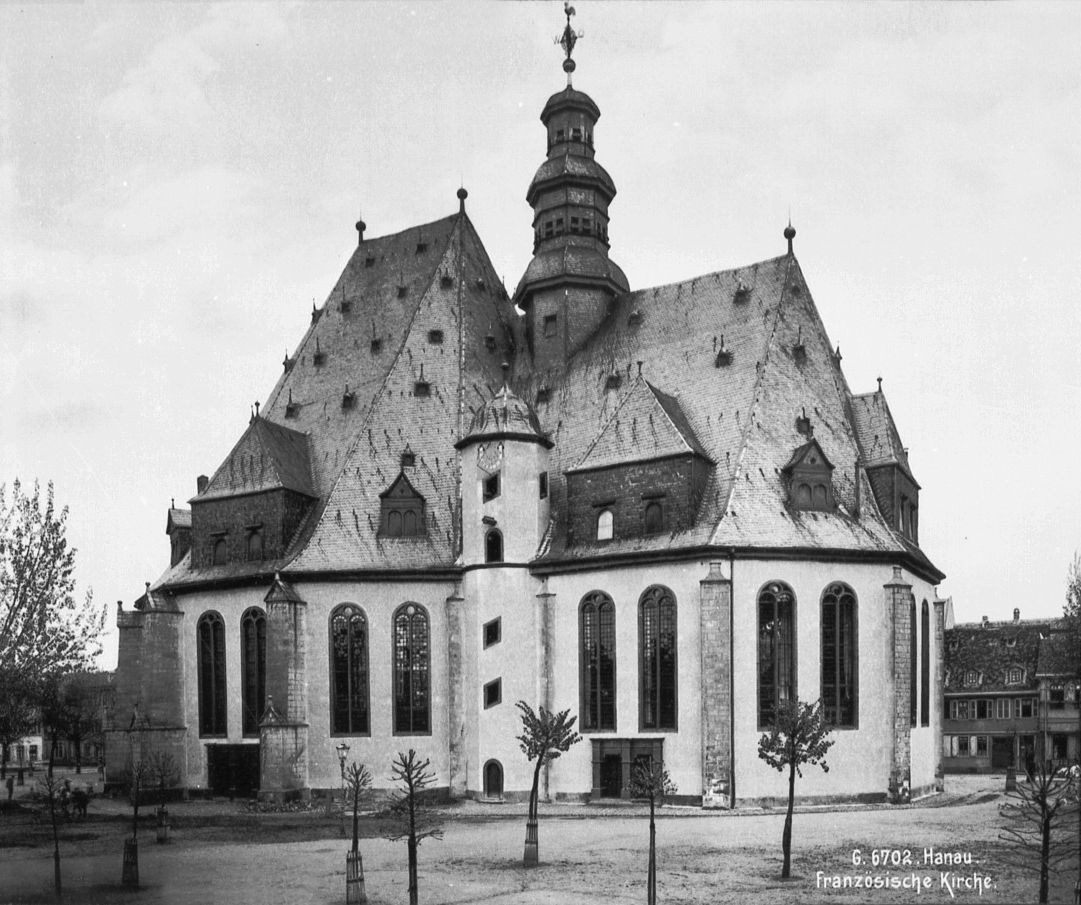
Wallonisch-Niederländische Doppelkirche

Die Wasserburg Hanau wurde erstmals 1143 erwähnt. Um die Burg herum entwickelte sich in der Folgezeit eine Siedlung. Am 2. Februar 1303 verlieh König Albrecht I. der Siedlung Hanau das Markt- und Stadtrecht. Damit war das Recht verbunden, Märkte abzuhalten und einen Rat mit zwei Bürgermeistern an der Spitze zu wählen, sowie die Freiheit von Leibeigenschaft („Stadtluft macht frei“). In dieser Zeit wurde mit dem Bau der ersten Stadtmauer begonnen.
Im 15. Jahrhundert war die Stadtbevölkerung gewachsen und die Stadt wurde wesentlich erweitert. Es entstand eine Vorstadt im Westen, außerhalb des ersten Mauerrings. 1470 erhielt diese Vorstadt eine eigene Umwehrung. Unter Graf Philipp II. von Hanau-Münzenberg wurde 1528 eine Stadtbefestigung nach dem technischen Standard der Renaissance begonnen, welche die beiden im Mittelalter entstandenen Mauersysteme umschloss.

### Neustadt
Am 1. Juni 1597 schloss Philipp Ludwig II. einen Vertrag mit reformierten Glaubensflüchtlingen aus den Spanischen Niederlanden, die Kapitulation der Neustadt Hanau, die ihnen gestattete, sich in Hanau niederzulassen. Die Neustadt existierte rechtlich als eigene Stadt, unabhängig von der bereits bestehenden mittelalterlichen Siedlung Hanau. Neben der räumlichen Trennung durch die Befestigung zwischen Alt- und Neustadt besaßen beide Städte getrennte Verwaltungen mit jeweils eigenen Bürgermeistern. Dies wurde erst in der Verwaltungsreform Kurhessens 1821 beseitigt.
Die führenden Männer der Emigranten waren reiche Kaufleute und spezialisierte Handwerker, wie Tuchmacher, Posamentierer (Hersteller von Borten, Bändern, Schärpen und Quasten), Leinen- und Zeugweber, Hosen- und Strumpfstricker, Hutmacher, Gold- und Silberschmiede. Mit den Flüchtlingen kam viel Kapital und Know-how in der Fertigung von Luxusgütern in die Stadt. Dies war eine der Grundlagen für den späteren Aufschwung Hanaus als Industriestandort im 19. Jahrhundert.
Die Emigranten waren zuvor in der Reichsstadt Frankfurt nicht besonders freundlich aufgenommen worden. Um ihren Glauben praktizieren zu können, waren sie für die Gottesdienste schon von dem lutherisch dominierten Frankfurt in das hanauische Dorf Bockenheim ausgewichen. Sie hatten daher ein Interesse, den Hoheitsbereich von Frankfurt zu verlassen und sich in ein calvinistisches Gebiet zu begeben, ohne sich dabei zu weit vom Frankfurter Messeplatz zu entfernen. Der Hanauer Graf war außerdem bei weitem nicht so mächtig wie die reiche Stadt Frankfurt, und deshalb bereit, wirtschaftliche und politische Zugeständnisse zu machen. Er stellte das Baugelände für die Hanauer Neustadt (gegen den Widerstand des Erzbischofs von Mainz, der die Fläche als ihm zustehenden Wildbann betrachtete), bezahlte die Infrastruktur (insbesondere die Befestigungsanlage), und gewährte Steuervorteile und politisches Selbstbestimmungsrecht für die neue Stadtgemeinde. So hatte die Neustadt Hanau seit 1605 z. B. eine eigene Bürgermiliz.
Die Befestigungsanlage der Neustadt lehnte sich im Norden an die der Altstadt an. Sie bewährte sich in den Jahren des Dreißigjährigen Kriegs. Die planmäßige Anlage der Stadt legte ein schachbrettartiges Straßennetz fest, das die Hanauer Neustadt noch heute prägt und ein Kulturdenkmal nach dem Hessischen Denkmalschutzgesetz ist. Schon im Jahr des Abschlusses der Kapitulation wurden die ersten Häuser errichtet. Die Inschrift des ersten Hauses, „Zum Paradies“, in der Paradiesgasse, hat sich bis heute erhalten. Einen gewissen baulichen Abschluss erreichte die Neustadt 1608, als die Wallonische Kirche eingeweiht wurde.
Philipp Ludwig II. erlaubte auch Juden den Zuzug nach Hanau. Ab 1604 gab es hier wieder eine jüdische Gemeinde. Sie erhielt Gelände zwischen den Befestigungen von Alt- und Neustadt, wo die Judengasse entstand, heute die Nordstraße.
Um ihre Söhne nicht mehr nach Paris zur Ausbildung schicken zu müssen, initiierten Hanauer Gold- und Silberschmiede die Academie der Zeichenkunst, die von Wilhelm I. (Hessen-Kassel) 1772 gegründet wurde. Die Nachkommen der Französisch-reformierten Glaubensflüchtlinge haben sich in Hanau über die Zeit assimiliert.

### 17. und 18. Jahrhundert
Im Dreißigjährigen Krieg wurde Hanau 1631 von den Schweden eingenommen, 1636 von kaiserlichen Truppen belagert, aber am 13. Juni 1636 von Landgraf Wilhelm V. von Hessen-Kassel befreit, weswegen der Tag heute noch von den Einwohnern mit dem Lamboyfest gefeiert wird.
Am Amerikanischen Unabhängigkeitskrieg 1775 bis 1783 beteiligte sich die Grafschaft Hessen-Hanau mit 2422 Soldaten in vier Hanauer Armeeeinheiten auf britischer Seite.

### Befreiungskriege

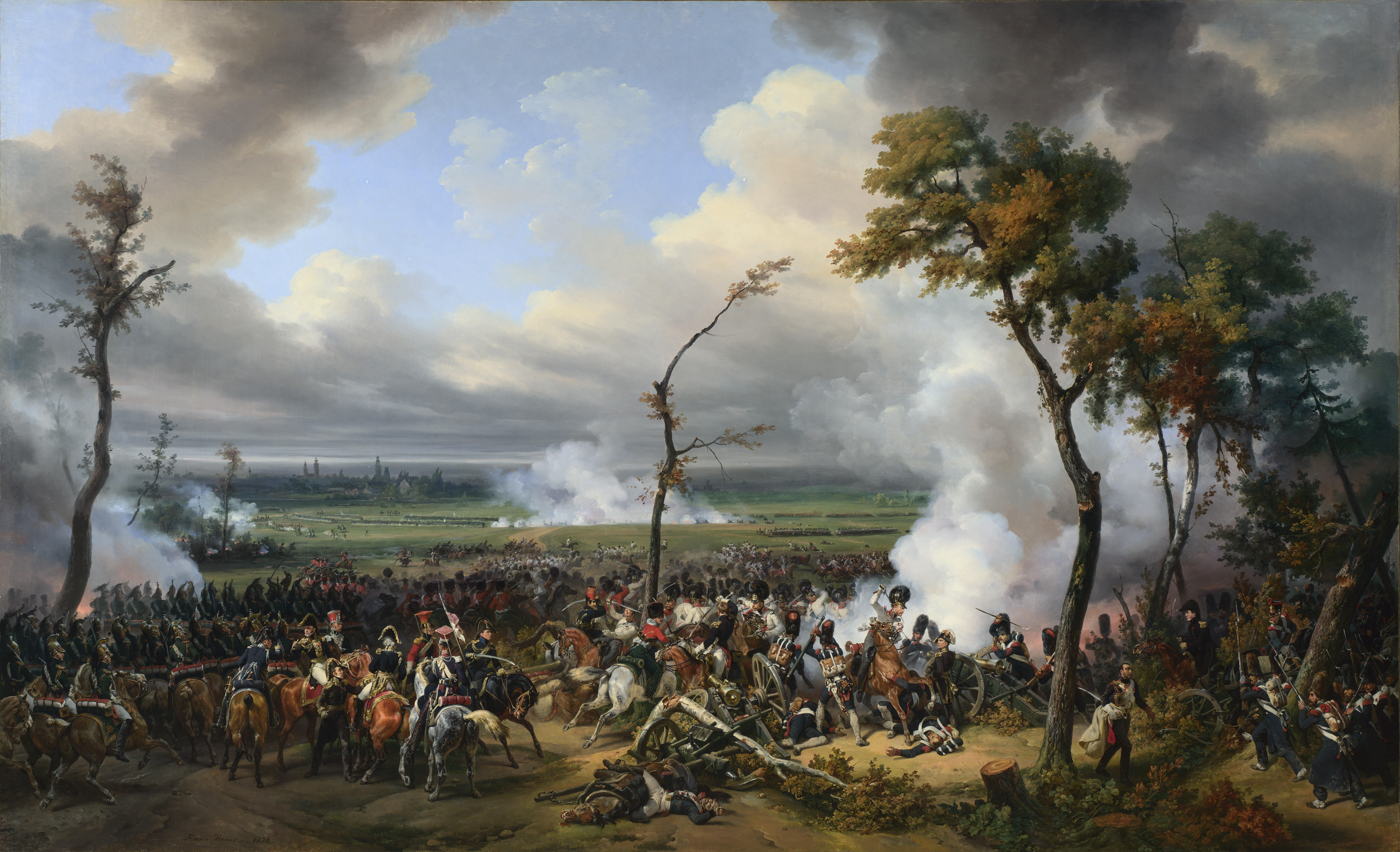
Vernet: Schlacht von Hanau 1813

In den Befreiungskriegen zogen die französischen Truppen nach der Schlacht bei Hanau nach Frankfurt ab. Daraufhin nahmen die Alliierten am 31. Oktober 1813 Hanau ein.

### Revolution von 1848
1848/49 war Hanau ein Zentrum der demokratischen Bewegung in Deutschland. 1830 und 1848 gingen von hier wichtige revolutionäre Impulse aus. Zur zwangsweisen Durchsetzung der Konterrevolution in Kurhessen wurde Hanau am 1. November 1850 von Bundesinterventionstruppen aus Bayern und Österreich besetzt; diese sogenannten Strafbayern wurden nach einem halben Jahr im Sommer 1851 wieder abgezogen.

### Preußische Zeit
Nach der Annexion Kurhessens im Jahr 1866 gehörte Hanau zu Preußen und wurde 1886 Stadtkreis (kreisfreie Stadt) im Regierungsbezirk Kassel der Provinz Hessen-Nassau. 1910 wurden in Hanau-Lamboy Kasernen in Betrieb genommen, die preußische Eisenbahnregimenter beherbergten. Nach dem Ende des Ersten Weltkriegs befand sich hier das Auflösungskommando der Militäreisenbahndirektion 2, bevor diese im August 1919 nach Berlin verlegt wurde.

### Zeit des Nationalsozialismus

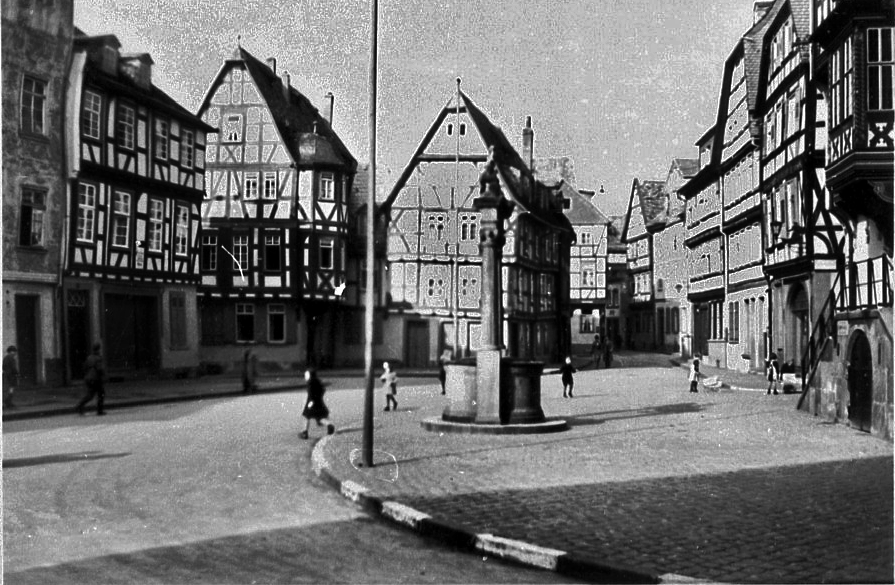
Hanau-Altstädter Markt mit Blick Richtung Norden, rechts das Goldschmiedehaus, (ca. 1940)

1933 beendeten die Nationalsozialisten bald nach ihrer Machtergreifung die demokratische Stadtverwaltung. Nach Inkrafttreten der „Nürnberger Gesetze“ wurden die bis zu Beginn des Zweiten Weltkriegs verbliebenen Juden deportiert und ermordet. Bei guten Verbindungen in die Berliner Partei- und Führungsspitze dieser Zeit wurde am 18. Oktober 1942 das Deutsche Goldschmiedehaus im Gebäude des alten Rathauses begründet. Die Herkunft der auf den Anfang des 17. Jahrhunderts zurückreichenden Tradition des Goldschmiede-Handwerks wurde nun verschwiegen.
Die Luftangriffe auf Hanau im Zweiten Weltkrieg zerstörten die Stadt fast vollständig. Nach den Angriffen der US Army Air Forces (USAAF) im Herbst 1944 auf die Bahnanlagen flog das britische RAF Bomber Command in den letzten Kriegsmonaten noch zwei vernichtende Großangriffe. Bei dem Luftangriff vom 6. Januar 1945 schlugen britische Bomber eine breite Schneise durch die Alt- und Neustadt von Hanau. 90 Todesopfer waren zu beklagen. Viele Einwohner verließen danach die Stadt; nur 15.000 blieben. Acht Tage vor dem Einmarsch von US-Truppen brachte der britische Luftangriff am 19. März 1945 als „Hanauer Schicksalstag“ schließlich die völlige Zerstörung der Stadt.
Bei einem Nachtangriff mit über 230 Flugzeugen wurden 1200 Tonnen Spreng- und Brandbomben abgeworfen; diese verursachten einen Feuersturm. In der Altstadt standen nur noch sieben von vormals 450 Häusern. Auch die Neustadt wurde ein Opfer des Bombardements. Insgesamt verlor Hanau 80 Prozent seiner Bausubstanz. Etwa 2500 Menschen starben bei diesem Angriff. Die Einwohnerzahl, 1938 waren es noch 40.000 Menschen (darunter 300 Juden) sank auf unter 10.000 Personen. Zerstört wurden u. a. die evangelisch-reformierte Kirche, die evangelisch-lutherische Johanniskirche, die katholische Pfarrkirche, die reformierte Niederländische und Wallonische Kirche, das Stadtschloss, das Altstädter Rathaus, das Neustädter Rathaus und das Frankfurter Tor der Neustadt. Totalverluste ohne Wiederaufbau waren Spital, Gymnasium (ehemalige Hohe Landesschule), Stadttheater, Neues Zeughaus, Brunnen am Neustädter Markt und viele architektonisch wertvolle Bürgerhäuser der Alt- und Neustadt. Noch 1939 war mit der Freilegung von Fachwerk unter Putz und der farblichen Gestaltung von Altstadthäusern begonnen worden.

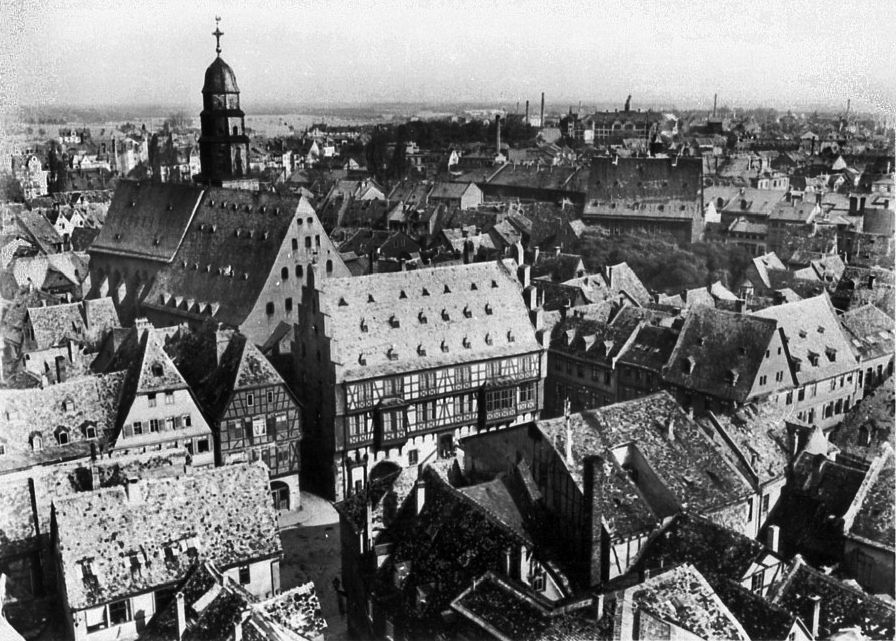
Blick über die Hanauer Altstadt vor der Zerstörung

US-Soldaten unter Führung der 4. US-Panzerdivision besetzten das verwüstete Hanau am 28. März 1945 nach leichtem Artillerie-Beschuss. Eine Sprengung der Auheimer Mainbrücke durch Wehrmacht-Soldaten war am 25. März gescheitert, woraufhin es dort zu Kämpfen kam, in deren Folge sich die deutschen Einheiten Richtung Osten zurückzogen.
Ein Teil der dort übersetzenden Kräfte nahm an der Schlacht um Aschaffenburg teil.

### Gegenwart
Nach dem Einzug der US-amerikanischen Streitkräfte entstand auf dem Gelände dreier Kasernen im Lamboyviertel das DP-Lager Hanau als eines der größten und bis November 1950 existierenden hessischen Lager für Displaced Persons.
Mit der Gründung des Landes Groß-Hessen am 19. September 1945 durch die Proklamation Nr. 2 der amerikanischen Militärregierung wurde das zuvor zum Freistaat Preußen gehörende Hanau Teil von Hessen.
Wie in vielen westdeutschen Städten vollzog sich im Wiederaufbau nach dem Kriege die endgültige Zerstörung des ehemals mittelalterlichen Stadtbildes. Die Ruinen des Stadtschlosses, des Zeughauses und des Stadttheaters wurden abgerissen – gegen den Protest von Teilen der Bevölkerung und des Hanauer Geschichtsvereins –, um einer zeitgemäßen Bebauung Platz zu machen. Dasselbe Schicksal erlitten Teile der bis dahin noch erhaltenen Stadtmauer und Befestigungsanlagen sowie große Teile der Wohnbebauung in der Alt- und Neustadt, darunter viele denkmalgeschützte Gebäude wie das Edelsheimsche Palais.
Hanau gehörte zur amerikanischen Besatzungszone und wurde einer der größten Stützpunkte der US Army in Europa und der größte in Deutschland. Die amerikanische Militärgemeinde der Garnison Hanau mit Standorten im Stadtteil Wolfgang, Hanau-Lamboy, Großauheim, dem nahe gelegenen Hanau Army Airfield sowie weiteren zur Garnison zugehörigen Kasernen in der Region umfasste zum Höhepunkt des Kalten Krieges zur Verteidigung des Fulda Gap rund 45.000 Soldaten, Zivilangestellte und Familienangehörige. Am 8. August 2008 wurde die komplette Garnison endgültig geschlossen. Es blieb eine etwa 350 Hektar große Konversionsfläche. Bald begann dort der Bau neuer Wohngebiete und Gewerbegebiete.

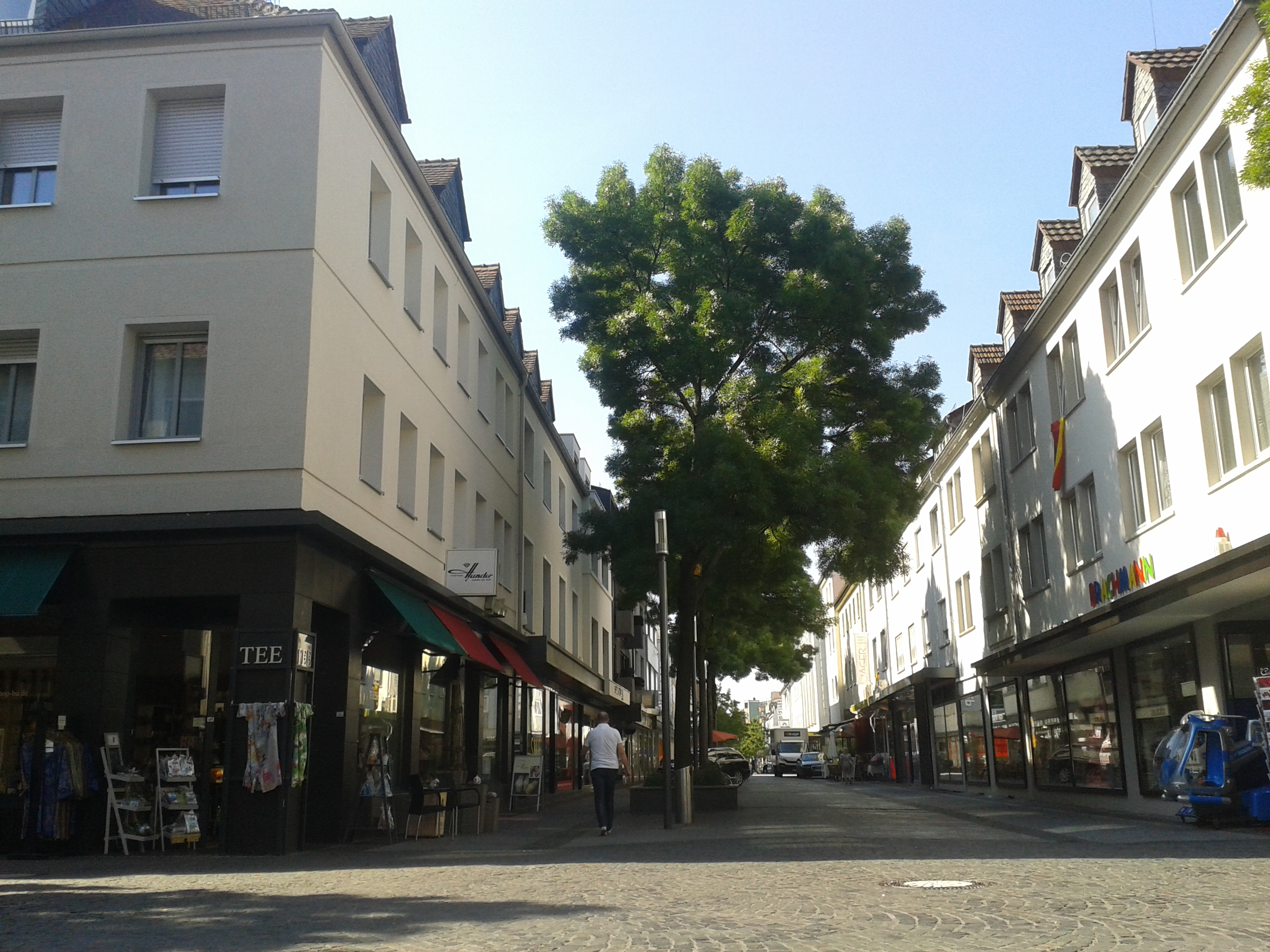
Fußgängerzone Rosenstraße

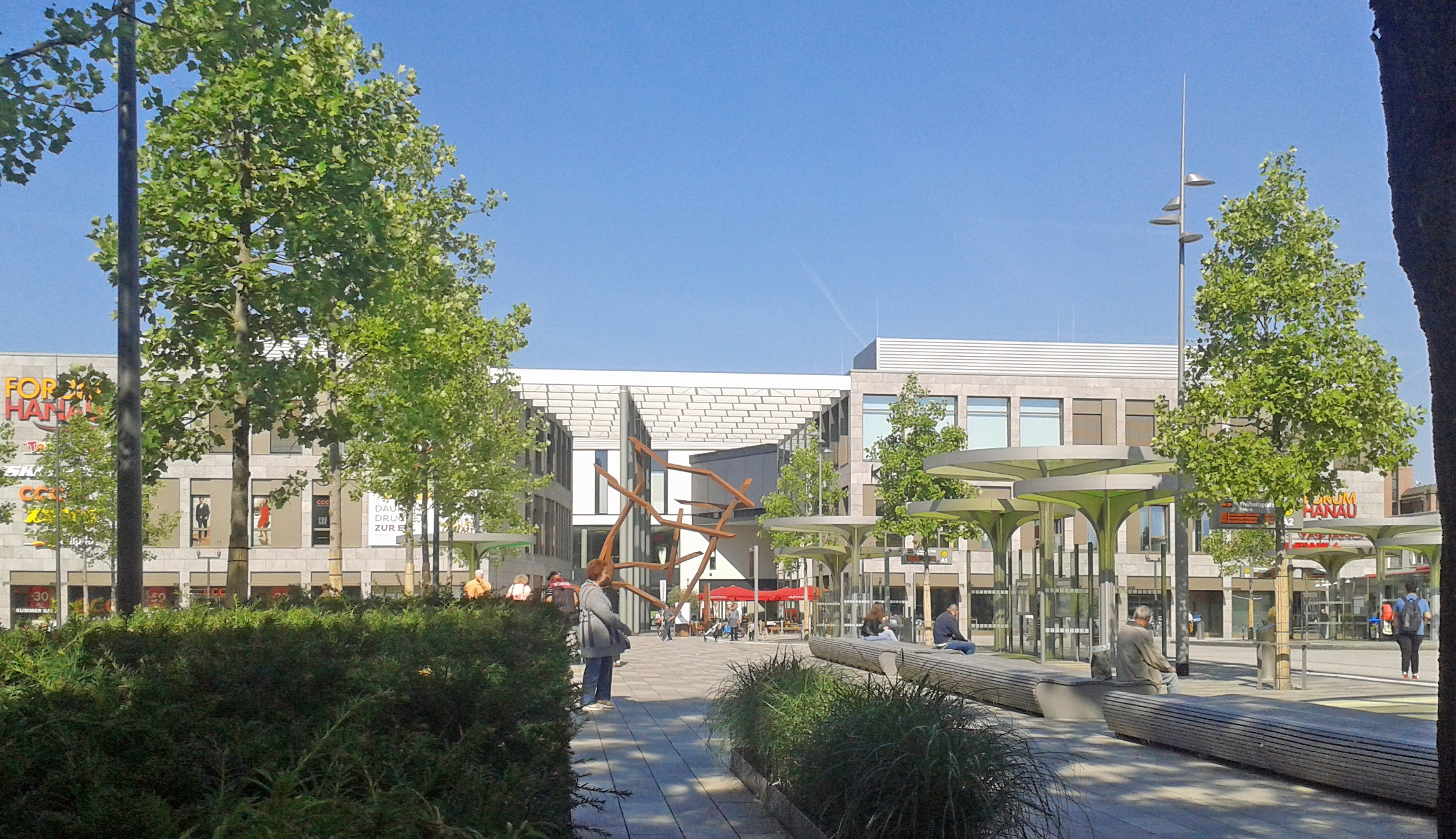
Blick über den Freiheitsplatz auf das Forum Hanau

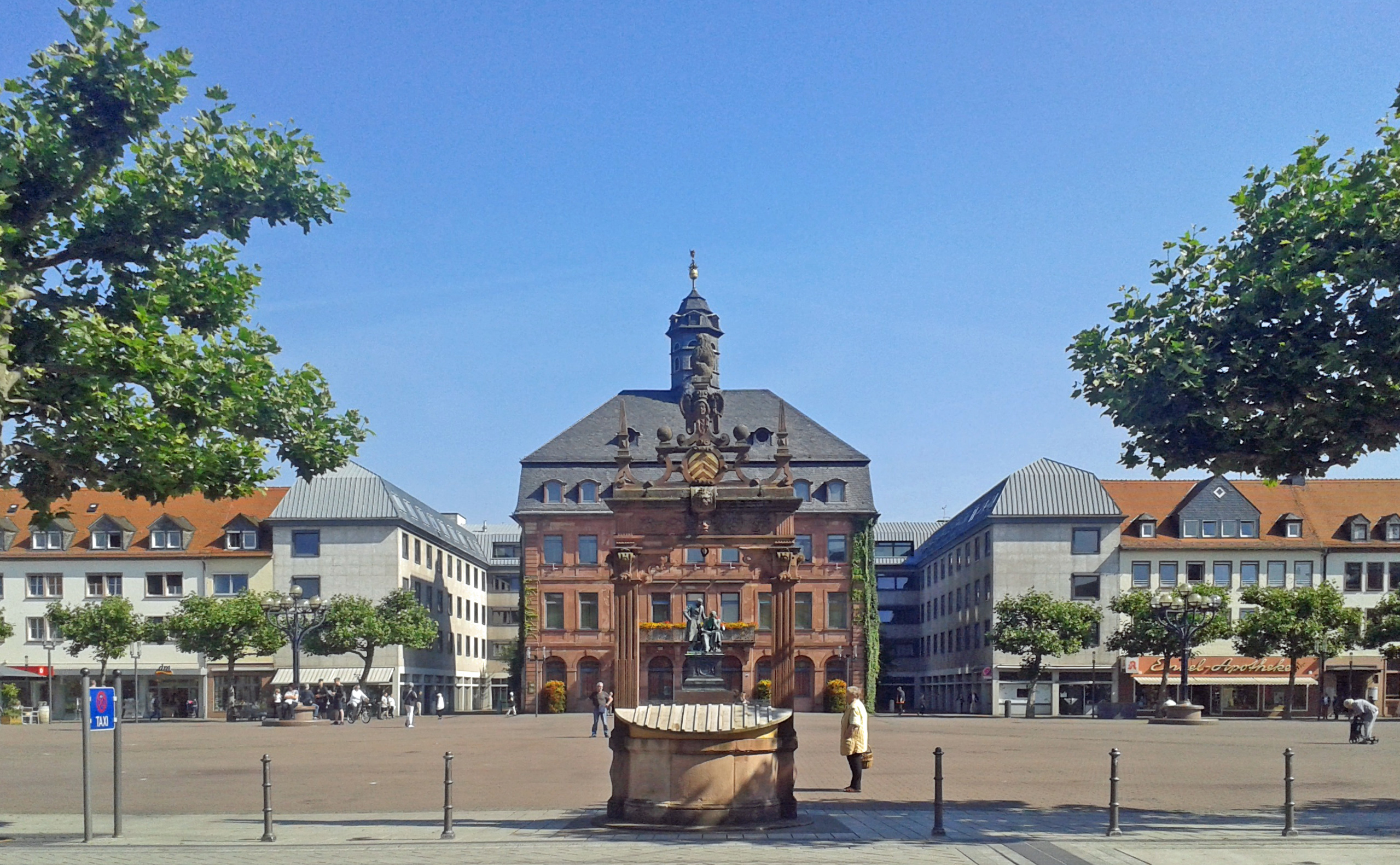
Hanauer Marktplatz mit altem Neustädter Rathaus und Brüder-Grimm Denkmal

Durch die nahezu vollständige Zerstörung der Hanauer Altstadt im Zweiten Weltkrieg ist die Architektur der Innenstadt durch die Nachkriegsjahre geprägt, hier wurden seit einigen Jahren massive Modernisierungsprogramme durchgeführt: So wurde der Freiheitsplatz, ehemals der Paradeplatz und die Esplanade, seit 2013 zu großen Teilen mit einem neuen Einkaufszentrum mit ca. 22.500 Quadratmetern Einzelhandelsfläche, neuer Stadtbibliothek und Tiefgarage von der Hanseatischen Betreuungs- und Beteiligungsgesellschaft bebaut. Gleichzeitig wurde der dazugehörige Busbahnhof verändert und modernisiert. Auch der Marktplatz und ein Großteil der Straßen und Wege wurden modernisiert und umgebaut. Seit Herbst 2015 sind die Umbauarbeiten – insbesondere das Einkaufszentrum „Forum Hanau“ – fertiggestellt. Aktuell wird auf der ehemaligen Pioneer-Kaserne im Stadtteil Wolfgang ein neues Stadtviertel für bis zu 5.000 Menschen erschlossen.
In Hanau sind weltweit führende Unternehmen aus der Technologiebranche wie Heraeus, Umicore oder Vacuumschmelze und die Dunlop-Reifenwerke beheimatet.
Bundesweit war Hanau in den 1980er Jahren als Standort der Nuklearindustrie und eines mittlerweile geschlossenen Brennelementewerks in die Schlagzeilen geraten. Das Bundesverwaltungsgericht in Leipzig hat am 24. Januar 2022 nach jahrelangem Rechtsstreit entschieden, die Stadt müsse dem Entsorgungsunternehmen Orano NSC keine Baugenehmigung für eine weitere Lagerhalle erteilen. Die Richter begründeten ihr Urteil damit, dass in einem Gewerbegebiet ein Zwischenlager für radioaktive Abfälle aus Kernanlagen zu gefährlich und daher nicht zulässig sei.
Auf dem ehemaligen Gelände der RWE Nukem ist ein Technopark unter der Schirmherrschaft von Siemens entstanden.
2002 fand in der Stadt die zweite Hessische Landesgartenschau statt.
Hanau war bis Juni 2005 Kreisstadt des Main-Kinzig-Kreises, bevor der Sitz der Kreisverwaltung nach Gelnhausen verlegt wurde. Heute ist Hanau eine kreisangehörige Stadt mit Sonderstatus. Die Stadt Hanau strebt die Kreisfreiheit an.

#### Anschlag in Hanau 2020
Am 19. Februar 2020 erschoss ein 43-jähriger Deutscher aus Hanau an verschiedenen Orten in der Stadt neun Menschen mit Migrationshintergründen, schließlich seine Mutter und sich selbst. Er handelte aus rassistischen Motiven, wie seinem „Manifest“ zu entnehmen war. Die Tat wird als rechtsextremer Terrorakt eingestuft. Die Initiative 19. Februar Hanau setzt sich seitdem für Erinnerung, Aufklärung der Tat und Konsequenzen ein. Außerdem wird ein Demokratiezentrum in der Innenstadt für Versammlungen und Veranstaltungen gebaut. Für die Opfer soll eine Gedenkstätte gebaut werden.

### Eingemeindungen
Am 1. April 1907 wurde Kesselstadt nach Hanau eingemeindet. Im Zuge der Gebietsreform in Hessen wurde am 31. Dezember 1971 die bis dahin eigenständige Gemeinde Mittelbuchen eingegliedert. Es folgten kraft Landesgesetz am 1. Juli 1974 die bislang eigenständige Stadt Großauheim sowie die beiden südlich des Mains gelegenen und aus dem Landkreis Offenbach stammenden Gemeinden Steinheim (Stadt) und Klein-Auheim.

### Einwohnerentwicklung

#### Einwohnerzahlen
| Hanau: Einwohnerzahlen von 1753 bis 2024 | Hanau: Einwohnerzahlen von 1753 bis 2024 | Hanau: Einwohnerzahlen von 1753 bis 2024 | Hanau: Einwohnerzahlen von 1753 bis 2024 | Hanau: Einwohnerzahlen von 1753 bis 2024 |
| --- | ---------------------------------------- | ---------------------------------------- | ---------------------------------------- | ---------------------------------------- |
| Jahr |                                          |                                          |                                          | Einwohner                                |
| 1753 | 1753                                     |                                          | 11.424                                   | 11.424                                   |
| 1795 | 1795                                     |                                          | 12.045                                   | 12.045                                   |
| 1805 | 1805                                     |                                          | 11.953                                   | 11.953                                   |
| 1821 | 1821                                     |                                          | 9.634                                    | 9.634                                    |
| 1834 | 1834                                     |                                          | 14.834                                   | 14.834                                   |
| 1840 | 1840                                     |                                          | 14.923                                   | 14.923                                   |
| 1846 | 1846                                     |                                          | 16.329                                   | 16.329                                   |
| 1852 | 1852                                     |                                          | 15.923                                   | 15.923                                   |
| 1858 | 1858                                     |                                          | 16.165                                   | 16.165                                   |
| 1864 | 1864                                     |                                          | 17.164                                   | 17.164                                   |
| 1871 | 1871                                     |                                          | 20.294                                   | 20.294                                   |
| 1875 | 1875                                     |                                          | 22.496                                   | 22.496                                   |
| 1885 | 1885                                     |                                          | 24.488                                   | 24.488                                   |
| 1895 | 1895                                     |                                          | 27.806                                   | 27.806                                   |
| 1905 | 1905                                     |                                          | 31.794                                   | 31.794                                   |
| 1910 | 1910                                     |                                          | 37.596                                   | 37.596                                   |
| 1925 | 1925                                     |                                          | 38.918                                   | 38.918                                   |
| 1939 | 1939                                     |                                          | 42.191                                   | 42.191                                   |
| 1946 | 1946                                     |                                          | 22.067                                   | 22.067                                   |
| 1950 | 1950                                     |                                          | 30.702                                   | 30.702                                   |
| 1956 | 1956                                     |                                          | 42.774                                   | 42.774                                   |
| 1961 | 1961                                     |                                          | 47.207                                   | 47.207                                   |
| 1967 | 1967                                     |                                          | 52.559                                   | 52.559                                   |
| 1970 | 1970                                     |                                          | 55.379                                   | 55.379                                   |
| 1978 | 1978                                     |                                          | 85.663                                   | 85.663                                   |
| 1985 | 1985                                     |                                          | 84.672                                   | 84.672                                   |
| 1990 | 1990                                     |                                          | 86.913                                   | 86.913                                   |
| 1995 | 1995                                     |                                          | 88.921                                   | 88.921                                   |
| 2000 | 2000                                     |                                          | 88.294                                   | 88.294                                   |
| 2005 | 2005                                     |                                          | 88.546                                   | 88.546                                   |
| 2010 | 2010                                     |                                          | 88.335                                   | 88.335                                   |
| 2015 | 2015                                     |                                          | 92.643                                   | 92.643                                   |
| 2020 | 2020                                     |                                          | 97.137                                   | 97.137                                   |
| 2021 | 2021                                     |                                          | 98.502                                   | 98.502                                   |
| 2022 | 2022                                     |                                          | 94.957                                   | 94.957                                   |
| 2023 | 2023                                     |                                          | 96.786                                   | 96.786                                   |
| 2024 | 2024                                     |                                          | 97.956                                   | 97.956                                   |
| Datenquelle: Historisches Gemeindeverzeichnis für Hessen: Die Bevölkerung der Gemeinden 1834 bis 1967. Wiesbaden: Hessisches Statistisches Landesamt, 1968. Weitere Quellen: LAGIS; Stadt Hanau (ab 1978 jeweils zum 31. Dezember) Die Zahlen nach 1970 enthalten die im Zuge der Gebietsreform in Hessen eingegliederten Orte. |                                          |                                          |                                          |                                          |

| Jahr | Haupt- und Nebenwohnsitz | davon männlich | davon weiblich | davon divers |
| ---- | ------------------------ | -------------- | -------------- | ------------ |
| 1998 | 91.657                   |                |                |              |
| 1999 | 91.381                   |                |                |              |
| 2000 | 91.944                   |                |                |              |
| 2001 | 92.652                   |                |                |              |
| 2002 | 93.277                   |                |                |              |
| 2003 | 93.259                   |                |                |              |
| 2004 | 93.302                   |                |                |              |
| 2005 | 94.177                   |                |                |              |
| 2006 | 94.065                   |                |                |              |
| 2008 | 93.387                   |                |                |              |
| 2009 | 93.610                   |                |                |              |
| 2010 | 92.639                   |                |                |              |
| 2011 | 93.694                   |                |                |              |
| 2012 | 95.050                   |                |                |              |
| 2015 | 97.426                   |                |                |              |
| 2017 | 99.331                   |                |                |              |
| 2018 | 99.255                   |                |                |              |
| 2019 | 99.527                   |                |                |              |
| 2020 | 100.202                  | 49.590         | 50.612         | 0            |
| 2021 | 101.564                  | 50.346         | 51.217         | 1            |
| 2022 | 104.365                  | 51.609         | 52.755         | 1            |
| 2023 | 106.146                  | 52.551         | 53.594         | 1            |

|                   | Wohnungen |
| ----------------- | --------- |
| 31. Dezember 2003 | 43.013    |
| 31. Dezember 2004 | 43.037    |
| 31. Dezember 2005 | 42.440    |
| 31. Dezember 2008 | 42.773    |
| 31. Dezember 2013 | 43.654    |

#### Einwohnerstruktur 2011
Nach den Erhebungen des Zensus 2011 lebten am Stichtag, dem 9. Mai 2011, in Hanau 86.803 Einwohner. Darunter waren 17.535 (20,2 %) Ausländer, von denen 4.842 aus dem EU-Ausland, 10.304 aus anderen europäischen Ländern und 1389 aus anderen Staaten kamen. Von den deutschen Einwohnern hatten 42,5 % einen Migrationshintergrund. (Bis zum Jahr 2019 erhöhte sich die Ausländerquote auf 26,5 %.) Nach dem Lebensalter waren 15.366 Einwohner unter 18 Jahren, 37908 zwischen 18 und 49, 16.989 zwischen 50 und 64 und 16.536 Einwohner waren älter. Die Einwohner lebten in 40.071 Haushalten. Davon waren 15.535 Singlehaushalte, 10.152 Paare ohne Kinder und 10.052 Paare mit Kindern, sowie 3482 Alleinerziehende und 948 Wohngemeinschaften. In 8163 Haushalten lebten ausschließlich Senioren/-innen und in 28.092 Haushaltungen lebten keine Senioren/-innen.

#### Einwohnerzahl 2022
Nach den Erhebungen des Zensus 2022, die am 25. Juni 2024 veröffentlicht wurden, hatte Hanau am Stichtag 30. Juni 2022 nur 93.632 Einwohner, statt wie nach der alten Fortschreibung berechnet 100.307.

## Religion

### Konfessionsstatistik
| Quelle: Historisches Ortslexikon | |
| • 1885:                          | 18.995 evangelische (= 77,92 %), 4.599 katholische (= 18,87 %), 196 anders christlich-konfessionelle (= 0,80 %), 574 jüdische (= 2,35 %), 13 andere (= 0,05 %) Einwohner |
| • 1961:                          | 30.565 evangelische (= 64,75 %), 13.275 katholische (= 28,12 %) Einwohner                                                                                                |
| • 1987:                          | 31.243 evangelische (= 37,5 %), 31.999 katholische (= 38,4 %), 20.149 sonstige (= 24,2 %) Einwohner                                                                      |
| • 2011:                          | 20.870 evangelische (= 24,0 %), 23.740 katholische (= 27,3 %), 42.190 sonstige (= 48,6 %) Einwohner                                                                      |

Am 31. Dezember 2003 gehörten 27.492 Hanauer der römisch-katholischen und 24.410 der evangelischen Kirche an. Acht Jahre später, am 31. Dezember 2011, gehörten deutlich weniger, nämlich 23.740 Hanauer der römisch-katholischen und 20.870 der evangelischen Kirche an, Sonstige waren 42.900. 2004 hatte Hanau einen Bevölkerungsanteil von etwa 20 % Muslime (18.000 Menschen bei einer Gesamteinwohnerzahl von rund 92.000).
Von den Einwohnern waren 2011 22,9 % evangelisch (Vorjahr 23,4 %), 26,7 % katholisch (Vorjahr 27,1 %) und 50,3 % (Vorjahr 49,5 %) waren konfessionslos oder hatten eine andere Religion. 2011 waren zirka 17,5 % der Einwohner Muslime.
Am Stichtag 31. Dezember 2023 waren nach Recherchen der Forschungsgruppe Weltanschauungen in Deutschland 18,3 % der Einwohner der Stadt römisch-katholisch, 14,25 % evangelisch und 67,45 % waren konfessionsfrei oder gehörten einer sonstigen Religionsgemeinschaft an.

### Christentum

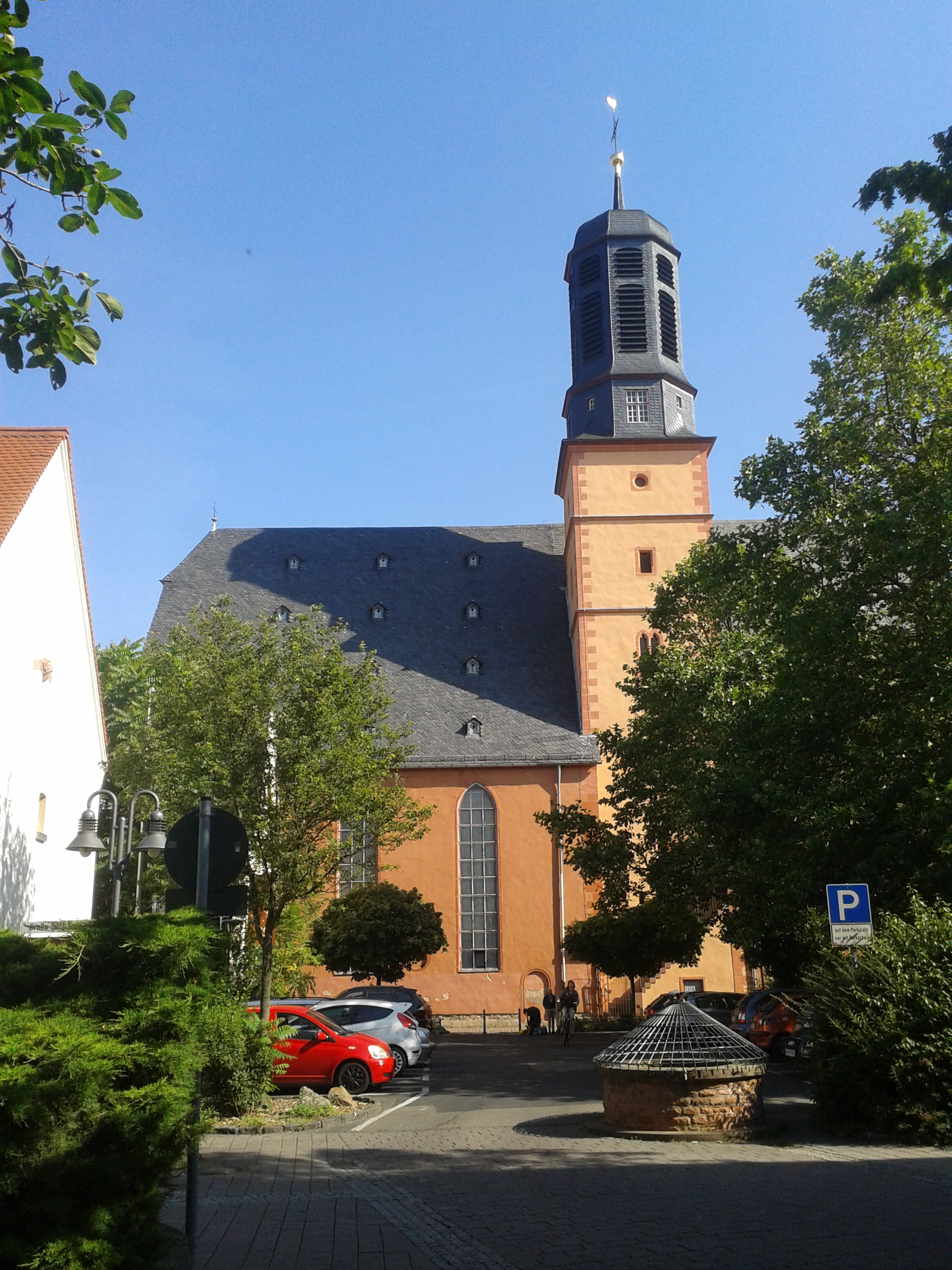
Evangelische Marienkirche Hanau

Hanau rechts des Mains (die Kernstadt und die meisten Ortsteile) gehört zur Evangelischen Kirche von Kurhessen-Waldeck und zum römisch-katholischen Bistum Fulda, Hanau links des Mains (die Stadtteile Steinheim und Klein-Auheim) zur Evangelischen Kirche in Hessen und Nassau und zum römisch-katholischen Bistum Mainz. In der evangelischen Kirche sind die vier traditionellen Hanauer Kirchengemeinden Marienkirche, Johanneskirche, Christuskirche und Kreuzkirche seit dem 1. Januar 2014 zur Evangelischen Stadtkirchengemeinde Hanau im Kirchenkreis Hanau zusammengefasst. Sie hat etwa 6.500 Mitglieder (2022) und ist damit eine der stärksten Kirchengemeinden innerhalb der Evangelischen Kirche von Kurhessen-Waldeck. Die katholische Kirche führt weiterhin vier getrennte Pfarreien in Hanau, die im Pastoralverbund Unsere Liebe Frau Hanau im Dekanat Hanau zusammengefasst sind. Die einzelnen Stadtteile haben größtenteils eigene Kirchengemeinden und Pfarreien.
Daneben existiert mit der Wallonisch-Niederländischen Gemeinde eine weitere christliche Gemeinde reformierter Konfession in Hanau. Ihre über 1000 Mitglieder verwalten sich unabhängig von den Landeskirchen selbst. Im Jahr 2022 feierte die Gemeinde mit einer Festwoche ihr 425-jähriges Bestehen.

### Islam

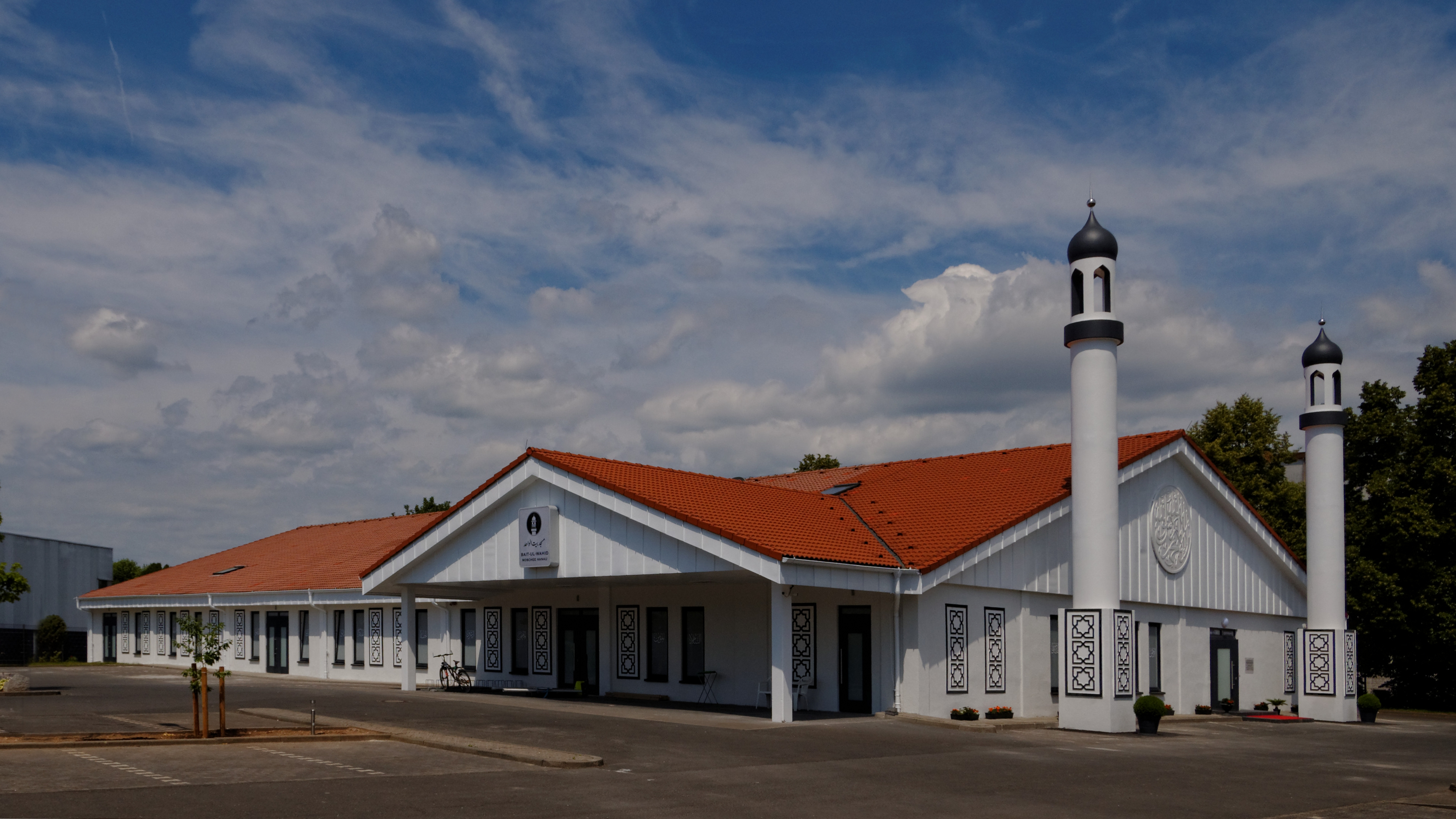
Bait-ul-Wahid-Moschee der Ahmadiyya-Muslim-Gemeinschaft Hanau

Es gibt mehrere Moscheen unterschiedlicher Ausrichtung in Hanau:
- Bosnisch-Islamische Gemeinschaft Hanau
- DITIB-Merkez-Moschee, Türkisch
- Hanau-Moschee, Türkisch
- Salahaddin-Moschee-Kurdistan, Kurdisch
- Millî-Görüş-Moschee Hanau, Türkisch
- Omar-ibn-al-Chattab-Moschee, Arabisch
- Badr-Moschee, Arabisch
- Bait-ul-Wahid Moschee der Ahmadiyya-Muslim-Gemeinschaft Hanau
- Islamisches Informations- und Begegnungszentrum, Deutsch
- Gemeinde der Aleviten

### Judentum
Seit einigen Jahren besteht wieder eine jüdische Gemeinde in Hanau. Die erste jüdische Gemeinde war im Mittelalter durch das Pestpogrom 1344 ermordet worden. Ab 1603 siedelten sich parallel mit den Hugenotten wieder Juden an. Der Bauplatz war das Getto, heute Nordstraße (Hanau). Am 28. Dezember 1605 erließ Graf Philipp Ludwig II. von Hanau-Münzenberg dazu ein Privileg, die so genannte „Judenstättigkeit“. Die neue Gemeinde war direkt der gräflichen Verwaltung unterstellt, nicht einer der beiden Stadtverwaltungen von Alt- oder Neustadt Hanau, auch wenn ihre Bewohner gegenüber der Altstadt Kopfsteuer zahlen mussten. Die Synagoge wurde im Hof des heutigen Grundstückes in der Nordstraße erbaut. Die Straße war an beiden Enden durch Tore verschließbar. Sonntags durften die Juden das Ghetto nicht verlassen. Das Gemeindehaus der jüdischen Gemeinde Hanau stand in der Nürnberger Straße. Dieses erwarb die Gemeinde, nachdem das Hanauer Ghetto am Anfang des 19. Jahrhunderts von Napoleon Bonaparte geöffnet worden war. Hier befand sich seit 1890 die jüdische Gemeindeschule. Nachdem die Hanauer Nationalsozialisten am 9. November 1938 im Zuge des Novemberpogroms die Synagoge in Brand gesteckt und zugemauert hatten, hielt die Restgemeinde ihre Gottesdienste im Gemeindehaus, bevor 1942 auch die letzten 75 Hanauer Juden in Konzentrations- und Vernichtungslager deportiert wurden. Nur sogenannte Halbjuden und Juden, die mit sogenannten Ariern verheiratet waren, blieben. Sie wurden im Februar 1945 nach Theresienstadt deportiert und konnten mehrheitlich überleben.

## Politik

### Stadtverordnetenversammlung
Die Kommunalwahl am 14. März 2021 lieferte folgendes Ergebnis, in Vergleich gesetzt zu früheren Kommunalwahlen:
| Stadtverordnetenversammlung – Kommunalwahlen 2021 | Stadtverordnetenversammlung – Kommunalwahlen 2021                                                                                   |
| --- | --- |
| Stimmenanteil in %Wahlbeteiligung 43,0 % 403020100 31,825,415,86,94,94,62,91,81,5keine SPDCDUGrüneFDPREPBfHfLinkeWSHhPARTEIHBUjSonst.Gewinne und Verlusteim Vergleich zu 2016 %p 6 4 2 0 −2 −4 −6−5,3+2,6+6,0−0,7−4,7−3,1+4,6+2,9+1,8+1,5−5,4SPDCDUGrüneFDPREPBfHLinkeWSHPARTEIHBUSonst.Anmerkungen:f Bürger für Hanauh Wir sind Hanauj Hanauer Bürger Union | SitzverteilungInsgesamt 59 Sitze - Linke: 2 - PARTEI: 1 - SPD: 19 - Grüne: 9 - WSH: 2 - HBU: 1 - CDU: 15 - BfH: 3 - FDP: 4 - REP: 3 |

| Sozialdemokratische Partei Deutschlands     | SPD                        | 31,8   | 19     | 37,1   | 20     | 36,5   | 22     | 29,3   | 17     | 36,5   | 22     | 34,9   | 21     |  | 22 |  | 33 |
| Christlich Demokratische Union Deutschlands | CDU                        | 25,4   | 15     | 22,8   | 12     | 27,0   | 16     | 29,8   | 18     | 35,1   | 21     | 31,2   | 19     |  | 15 |  | 20 |
| Bündnis 90/Die Grünen                       | Grüne                      | 15,8   | 9      | 9,8    | 5      | 15,1   | 9      | 8,3    | 5      | 9,2    | 5      | 10,6   | 6      |  | 6  |  | 6  |
| Die Republikaner                            | REP                        | 4,9    | 3      | 9,6    | 5      | 4,2    | 2      | 6,6    | 4      | 7,0    | 4      | 14,1   | 9      |  | 9  |  |    |
| Wählergemeinschaft Bürger für Hanau         | BfH                        | 4,6    | 3      | 7,7    | 4      | 7,1    | 4      | 9,0    | 5      | 6,7    | 4      | 5,7    | 4      |  |    |  |    |
| Freie Demokratische Partei                  | FDP                        | 6,9    | 4      | 7,6    | 4      | 4,7    | 3      | 11,9   | 7      | 4,9    | 3      | 3,0    | 0      |  |    |  |    |
| Alternative Linke Liste Hanau               | ALL                        | —      | —      | 4,4    | 2      | —      | —      | —      | —      | —      | —      | —      | —      |  |    |  |    |
| Forum Gemeinsames Hanau                     | FGH                        | —      | —      | 1,0    | 1      | —      | —      | —      | —      | —      | —      | —      | —      |  |    |  |    |
| Die Linke                                   | LINKE                      | 4,6    | 2      | —      | —      | 5,3    | 3      | 5,2    | 3      | —      | —      | —      | —      |  |    |  |    |
| Tierschutzpartei                            | Tierschutzpartei           | –      | –      | —      | —      | —      | —      | —      | —      | 0,5    | —      | —      | —      |  |    |  |    |
| Die PARTEI                                  | PARTEI                     | 1,7    | 1      | —      | —      | —      | —      | —      | —      | —      | —      | —      | —      |  |    |  |    |
| Wir sind Hanau                              | WSH                        | 2,9    | 2      | —      | —      | —      | —      | —      | —      | —      | —      | —      | —      |  |    |  |    |
| Hanauer Bürger Union                        | HBU                        | 1,5    | 1      | —      | —      | —      | —      | —      | —      | —      | —      | —      | —      |  |    |  |    |
| Partei Bibeltreuer Christen                 | PBC                        | –      | –      | —      | —      | —      | —      | —      | —      | —      | —      | 0,5    | —      |  | 7  |  |    |
| Wählergruppen                               |                            |        |        |        |        |        |        |        |        |        |        |        |        |  |    |  |    |
| ungültige Stimmabgaben (%)                  | ungültige Stimmabgaben (%) | 4,7    |        | 4,3    |        | 5,1    |        | 4,8    |        | 3,8    |        | 2,6    |        |  |    |  |    |
| Sitze gesamt                                | Sitze gesamt               | 59     | 59     | 53     | 53     | 59     | 59     | 59     | 59     | 59     | 59     | 59     | 59     |  |    |  |    |
| Wahlbeteiligung                             | Wahlbeteiligung            | 43,0 % | 43,0 % | 38,6 % | 38,6 % | 37,4 % | 37,4 % | 35,2 % | 35,2 % | 44,9 % | 44,9 % | 62,0 % | 62,0 % |  |    |  |    |

Gewählt wurden die Mitglieder der Stadtverordnetenversammlung sowie die Ortsbeiräte der Stadt für die Legislaturperiode vom 1. April 2021 bis 31. März 2026. Von 66.986 Wahlberechtigten gingen 28.774 zur Wahl. Die Wahlbeteiligung stieg somit von 38,6 Prozent im Jahr 2016 auf 43,0 Prozent im Jahr 2021.

### Oberbürgermeister und Magistrat

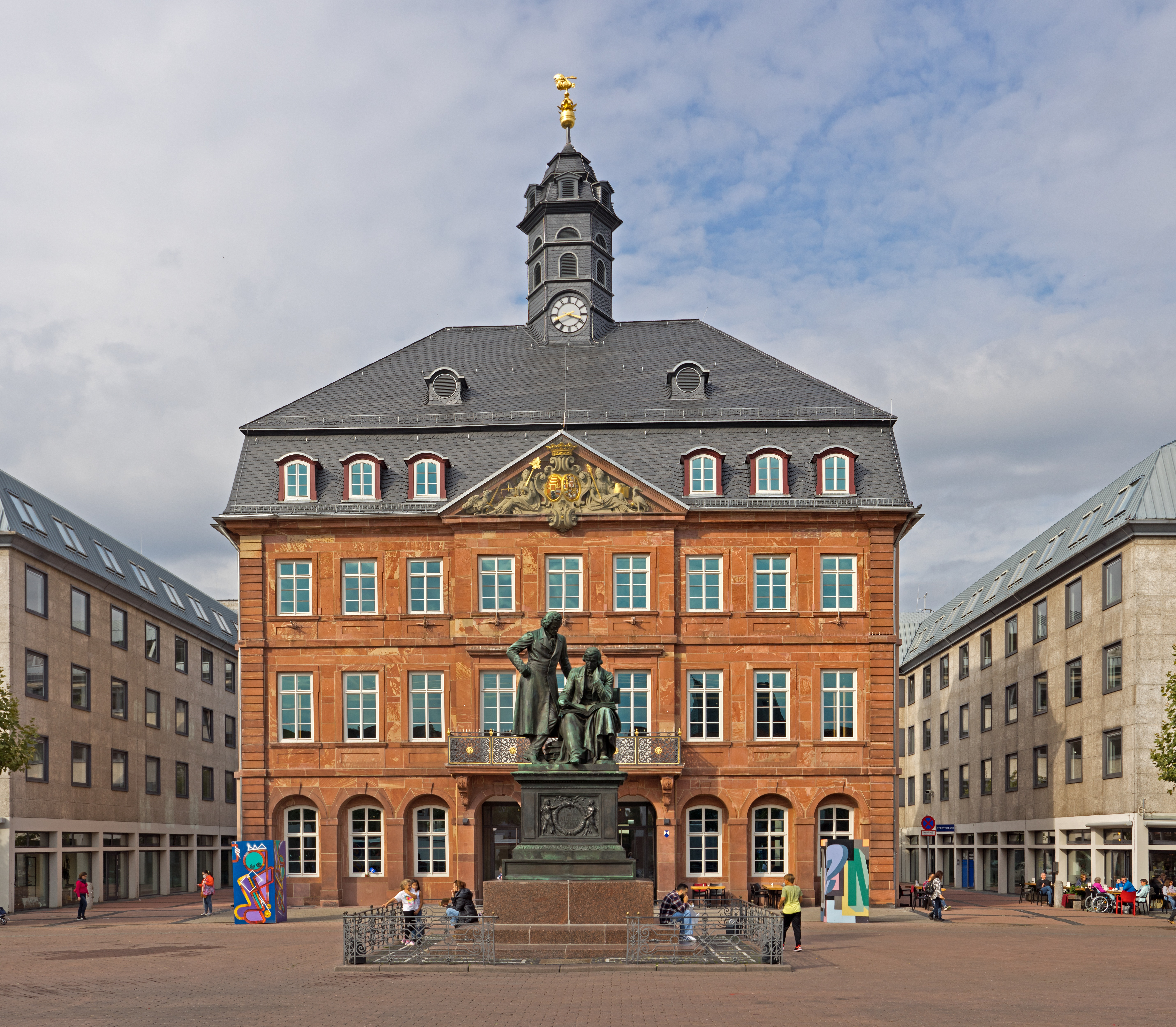
Neustädter Rathaus, Am Markt 14–18, Sitz der Stadtverwaltung, mit Brüder-Grimm-Denkmal

Nach der hessischen Kommunalverfassung wird in den Sonderstatusstädten der Oberbürgermeister für eine sechsjährige Amtszeit gewählt, seit dem Jahr 1993 in einer Direktwahl, und ist Vorsitzender des Magistrats, dem in der Stadt Hanau neben dem Oberbürgermeister als weitere hauptamtliche Mitglieder ein Bürgermeister als sein Vertreter und ein Stadtrat angehören sowie als ehrenamtliche Mitglieder acht weitere Stadträte. Oberbürgermeister ist seit dem 17. November 2003 Claus Kaminsky (SPD), der zuvor schon als Bürgermeister dem Magistrat angehört hatte. Seine Amtsvorgängerin Margret Härtel (CDU) war nach einem erfolgreichen Abwahlantrag der Stadtverordnetenversammlung durch Bürgerentscheid vom 11. Mai 2003 mit Wirkung vom 16. Mai 2003 aus der zweiten Amtszeit vorzeitig ausgeschieden. Ursache waren Vorwürfe über Vorteilsnahme im Amt und Untreue gewesen. Danach leitete Claus Kaminsky als Bürgermeister die Stadtverwaltung kommissarisch und die Wahl eines neuen Oberbürgermeisters musste vorgezogen werden, zu der er selbst auch kandidierte. Claus Kaminsky erhielt am 14. September 2003 im ersten Wahlgang bei 33,18 Prozent Wahlbeteiligung 63,76 Prozent der Stimmen. Es folgten drei Wiederwahlen, zuletzt im März 2021.
Amtszeiten der Oberbürgermeister
- 2003–2027  Claus Kaminsky (SPD)[54]
- 1994–2003 Margret Härtel (CDU)[55]

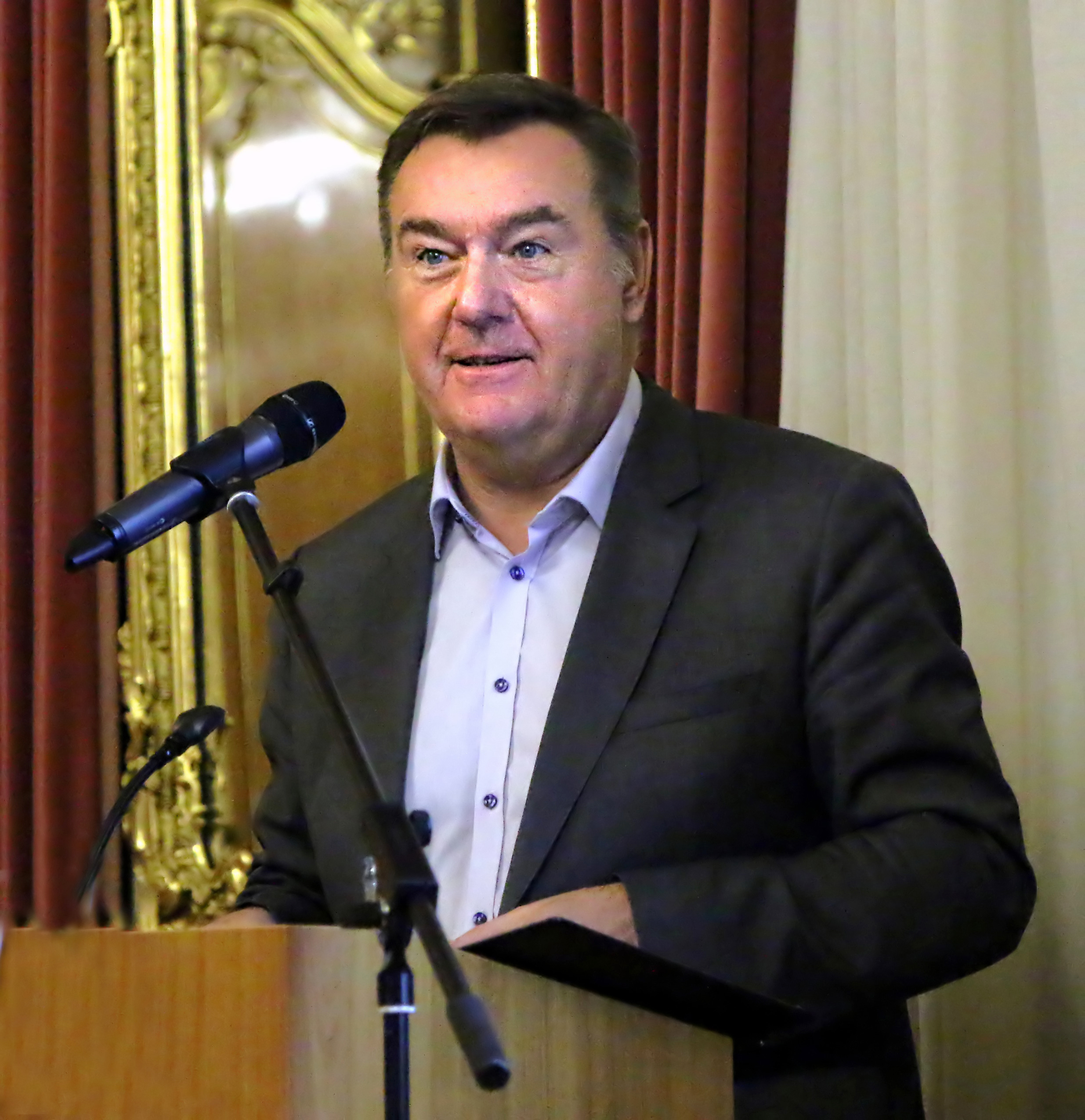
OB Claus Kaminsky (2018)

- 1985–1994 Hans Martin (SPD) (Zweiter Amtsantritt)
- 1984–1985 Helmut Kuhn (CDU) (Amtszeit bis 20. Mai, wurde von der neuen Stadtverordnetenmehrheit abgewählt)
- 1972–1984 Hans Martin (SPD)
- 1962–1971 Herbert Dröse (SPD)
- 1956–1962 Heinrich Fischer (SPD)
- 1946–1956 Karl Rehbein (SPD)
- 1946–1946 Hermann Krause (CDU)
- 1945–1946 Karl Molitor
- 1945–1945 Kurt Blaum (CDU)
- 1945–1945 Eduard Freund
- 1944–1945 Walter Junker (NSDAP)
- 1934–1943 Friedrich Müller-Starke (NSDAP)
- 1933–1934 Fritz Löser (NSDAP)
- 1921–1933 Kurt Blaum (DDP)
- 1917–1921 Karl Hild
- 1893–1916 Eugen Gebeschus
- 1887–1893 Albert Westerburg
- 1879–1887 Eduard Rauch
- 1855–1879 Karl Cassian
- 1848–1850 August Rühl
- 1828–1848 Bernhard Eberhard
- 1822–1826 Georg Wilhelm Carl

Georg Wilhelm Carl war erster Oberbürgermeister von Alt- und Neustadt Hanau. Er wurde 1822 nach der kurhessischen Verwaltungsreform von 1821 als kurfürstlich-hessischer Bürgermeister der Alt- und Neustadt Hanau verpflichtet. Im Jahr 1824 ist die Bezeichnung Oberbürgermeister dokumentiert, auch wenn dieser Titel erst 1835 offiziell durch die kurhessische Gemeindeordnung eingeführt wurde. Während des NS-Regimes der Jahre 1933 bis 1945 wurden die Oberbürgermeister nicht mehr gewählt, sondern durch den Regierungspräsidenten ernannt. Dem letzten demokratisch gewählten Stadtoberhaupt, Kurt Blaum, folgten ab 1. Juni 1933 bis 1945 drei NSDAP-Mitglieder. Nach der Besetzung der Stadt durch amerikanische Truppen am Ende des Zweiten Weltkrieges beauftragte die US-Militäradministration ab 28. März 1945 nacheinander vier Persönlichkeiten mit der kommissarischen Wahrnehmung des Oberbürgermeisteramtes. Als erster demokratisch gewählter Oberbürgermeister nach der Kommunalwahl 1946 trat am 1. August 1946 Karl Rehbein (SPD) das Amt an.
Magistrat
Der Magistrat ist als Kollegialorgan die Verwaltungsbehörde der Stadt. Er besteht aus dem Oberbürgermeister als Vorsitzenden, dem Bürgermeister und den Stadträten. In der Praxis besteht die weit überwiegende Mehrheit des Magistrats aus ehrenamtlichen Mitgliedern. Die Zahl der hauptamtlichen Beigeordneten (Stadträte und der Bürgermeister) darf die der ehrenamtlichen jedenfalls nicht übersteigen.
Der Magistrat besorgt die laufende Verwaltung und wird von den Bediensteten der Stadt unterstützt. Diese stellt er ein, befördert und entlässt sie. Er trifft die Entscheidungen zu laufenden Verwaltungsangelegenheiten, bereitet gemeinsam mit der Verwaltung die Beschlüsse der Stadtverordnetenversammlung vor und führt diese aus. Er wirkt mit bei der Ausführung der Gesetze und Verordnungen innerhalb der Stadt, bei der Verwaltung des Vermögens, bei der Erstellung des Haushaltsplanes sowie bei der Überwachung des Kassen- und Rechnungswesens. Auch die Wahrung der Bürgerinteressen ist seine Aufgabe. Er vertritt die Gemeinde nach außen, führt den Schriftwechsel und vollzieht die Gemeindeurkunden. Er tagt unter Vorsitz des Oberbürgermeisters in nicht-öffentlichen Sitzungen. An den Sitzungen der Stadtverordnetenversammlung nimmt der Magistrat ohne Stimmrecht teil.
Die ehrenamtlichen Stadträte werden von der Stadtverordnetenversammlung in oder bald nach der konstituierenden Sitzung für die fünfjährige Wahlperiode bis zur nächsten Kommunalwahl in den Magistrat gewählt. Für die Dauer ihrer Wahlzeit werden sie zu Ehrenbeamten ernannt und können zwar zurücktreten, aber im Gegensatz zu hauptamtlichen Magistratsmitgliedern nicht abgewählt werden. Die Stärke der in der Stadtverordnetenversammlung vertretenen Fraktionen spiegelt sich grundsätzlich in der Zusammensetzung des ehrenamtlichen Magistrats wider. Ihre Wahlzeit endet erst mit der Wahl eines neuen Magistrats nach der nächsten Kommunalwahl.
Der hauptamtliche Bürgermeister und die hauptamtlichen Stadträte werden von der Stadtverordnetenversammlung auf die Dauer von sechs Jahren als Wahlbeamte gewählt. Nach dem Geschäftsverteilungsplan des Oberbürgermeisters sind die drei hauptamtlichen Magistratsmitglieder als Dezernenten jeweils für einen Teil der Ämter und Fachbereiche der Stadtverwaltung zuständig.
- Dezernat I Oberbürgermeister Claus Kaminsky (SPD)[54]
- Dezernat II Bürgermeister Maximilian Bieri (SPD), zuständig für die Bereiche Bildung, Soziales, Demokratie, Vielfalt, Sport und Immobilienmanagement;[62] er ist seit Mai 2023 im Amt und hat das Amt von seinem Vorgänger Axel Weiss-Thiel (SPD) übernommen.
- Dezernat III Stadträtin Isabelle Hemsley (CDU), zuständig für die Bereiche Ordnungsamt, Bürgerservice, Gesundheit, Datenschutz und Eigenbetriebe;[63] sie hat das Amt im Juni 2023 von ihrem Vorgänger Thomas Morlock (FDP) übernommen.

### Ausländerbeirat
Der Ausländerbeirat darf die Politik in Hanau nicht direkt mitbestimmen, kann allerdings die Stadtverordnetenversammlung beraten.
Die Mitglieder des Ausländerbeirats können die ausländischen und staatenlosen Menschen vertreten, die nicht an der Wahl zur Stadtverordnetenversammlung teilnehmen dürfen. Stimmberechtigt sind alle volljährigen Bewohner Hanaus, die keine deutsche oder EU-Staatsangehörigkeit besitzen. Die letzte Wahl fand am 14. März 2021 statt.
Die aktuellen und vergangenen Ergebnisse der Ausländerbeiratswahlen sind wie folgt:
| Sitzverteilung im Ausländerbeirat Hanau 2021Insgesamt 15 Sitze - WSH: 12 - IKVL: 3 | Wahllisten           | Wahllisten                      | % 2021 | Sitze 2021 | % 2015 | Sitze 2015 | % 2010 | Sitze 2010 |
| Sitzverteilung im Ausländerbeirat Hanau 2021Insgesamt 15 Sitze - WSH: 12 - IKVL: 3 | WSH                  | Wir sind Hanau                  | 82,1   | 12         | —      | —          | —      | —          |
| Sitzverteilung im Ausländerbeirat Hanau 2021Insgesamt 15 Sitze - WSH: 12 - IKVL: 3 | IKVL                 | Islamischer-Kulturverein-Lamboy | 17,9   | 3          | 10,6   | 1          | 12,6   | 2          |
| Sitzverteilung im Ausländerbeirat Hanau 2021Insgesamt 15 Sitze - WSH: 12 - IKVL: 3 | TIV                  | Türkisch Islamischer Verein     | —      | —          | 50,8   | 7          | 36,7   | 6          |
| Sitzverteilung im Ausländerbeirat Hanau 2021Insgesamt 15 Sitze - WSH: 12 - IKVL: 3 | FGH                  | Forum Gemeinsames Hanau         | —      | —          | 12,3   | 1          | 9,6    | 1          |
| Sitzverteilung im Ausländerbeirat Hanau 2021Insgesamt 15 Sitze - WSH: 12 - IKVL: 3 | PDU                  |                                 | —      | —          | 9,9    | 1          | 9,6    | 1          |
| Sitzverteilung im Ausländerbeirat Hanau 2021Insgesamt 15 Sitze - WSH: 12 - IKVL: 3 | KKZ                  |                                 | —      | —          | 6,2    | 1          | 15,2   | 2          |
| Sitzverteilung im Ausländerbeirat Hanau 2021Insgesamt 15 Sitze - WSH: 12 - IKVL: 3 | BHL                  |                                 | —      | —          | 5,4    | 1          | 3,8    | 1          |
| Sitzverteilung im Ausländerbeirat Hanau 2021Insgesamt 15 Sitze - WSH: 12 - IKVL: 3 | EL                   |                                 | —      | —          | 4,8    | 1          | 4,8    | —          |
| Sitzverteilung im Ausländerbeirat Hanau 2021Insgesamt 15 Sitze - WSH: 12 - IKVL: 3 | AZ                   |                                 | —      | —          | —      | —          | 4,4    | 1          |
| Sitzverteilung im Ausländerbeirat Hanau 2021Insgesamt 15 Sitze - WSH: 12 - IKVL: 3 | HM                   |                                 | —      | —          | —      | —          | 1,8    | 1          |
| Sitzverteilung im Ausländerbeirat Hanau 2021Insgesamt 15 Sitze - WSH: 12 - IKVL: 3 | ISL                  |                                 | —      | —          | —      | —          | 1,5    | —          |
| gesamt                                                                             | gesamt               |                                 | 100,0  | 15         | 100,0  | 13         | 100,0  | 15         |
| Wahlbeteiligung in %                                                               | Wahlbeteiligung in % |                                 | 8,6    | 8,6        | 7,1    | 7,1        | 10,3   | 10,3       |

### Wappen und Flagge
| Wappen von Hanau | Blasonierung: „Der in Schwarz und Gold gespaltene Schild zeigt vorn einen goldenen nach links stehenden goldgekrönten und rot gezungten Löwen von sieben silbernen gemeinen Kreuzen begleitet, hinten drei rote Sparren. Auf dem goldgekrönten Spangenhelm liegt eine rot-goldene Helmdecke auf und als Kleinod ein wachsender flügelschlagender rotschnäbliger und ebenso gezungter silberner Schwan.“ |
| Wappen von Hanau | Wappenbegründung: Das Wappen der Stadt leitet sich ab vom Wappen der Grafschaft Hanau und basiert auf dem ältesten Siegel der Stadt, das seit 1354 bekannt ist. Es zeigt den Löwen und die Winkel der Herren von Hanau-Dorfelden. Das Wappen wurde im Laufe der Jahrhunderte leicht verändert, 1538 wurden die kleinen Kreuze hinzugefügt. Das Wappen in heutiger Form wurde 1905 verliehen.            |

Die Flagge der Stadt zeigt das Stadtwappen auf einem von Rot und Gold geteilten Flaggentuch.

### Städtepartnerschaften
| Vereinigtes Konigreich | Dartford, Vereinigtes Königreich                                                          |
| Japan                  | Tottori, Japan (seit 2001)                                                                |
| Russland               | Jaroslawl, Russland (seit 28. Februar 2022 aufgrund des Überfalls auf die Ukraine ruhend) |
| Frankreich             | Conflans-Sainte-Honorine, Frankreich (Partnerschaft des Stadtteils Großauheim)            |
| Frankreich             | Francheville, Frankreich (Partnerschaft des Stadtteils Steinheim)                         |
| China Volksrepublik    | Taizhou, Volksrepublik China (seit 2012)                                                  |
| Turkei                 | Nilüfer, Türkei (seit 2013)                                                               |

Städtefreundschaften
| Deutschland | Waltershausen, Deutschland seit 1990 |
| Frankreich  | Pays de Hanau, Frankreich            |

Zudem ist Hanau Mitglied des Bundes der europäischen Napoleonstädte.

## Kultur und Sehenswürdigkeiten

### Sehenswürdigkeiten
Bekannte Sehenswürdigkeiten sind
- in der Altstadt das Deutsche Goldschmiedehaus (ehemals Altstädter Rathaus), der Hanauer Märchenpfad, die Marienkirche, Nebengebäude des ansonsten zerstörten Stadtschlosses Hanau und der Schlossgarten Hanau
- in der Neustadt die Wallonisch-Niederländische Kirche, Gründungsort des Deutschen Turner-Bundes, das Brüder-Grimm-Nationaldenkmal, unmittelbar vor dem Neustädter Rathaus, das sich in der Adventszeit in Hessens größten Adventskalender verwandelt: Die 24 Fenster des Neustädter Rathauses zum Marktplatz hin sind mit strahlenden Bildern von Künstlern geschmückt, die nach und nach bis zum Heiligabend gezeigt werden;
- in den Außenbezirken: das Schloss Philippsruhe am Mainufer mit dem Historischen Museum Hanau, dem Papiertheatermuseum Hanau und dem Mitmachmuseum GrimmsMärchenReich sowie der historischen Kuranlage Wilhelmsbad mit dem ältesten feststehenden Karussell der Welt;
- in den anderen Ortsteilen: der Wildpark Alte Fasanerie im Ortsteil Klein-Auheim und die Altstadt von Steinheim.

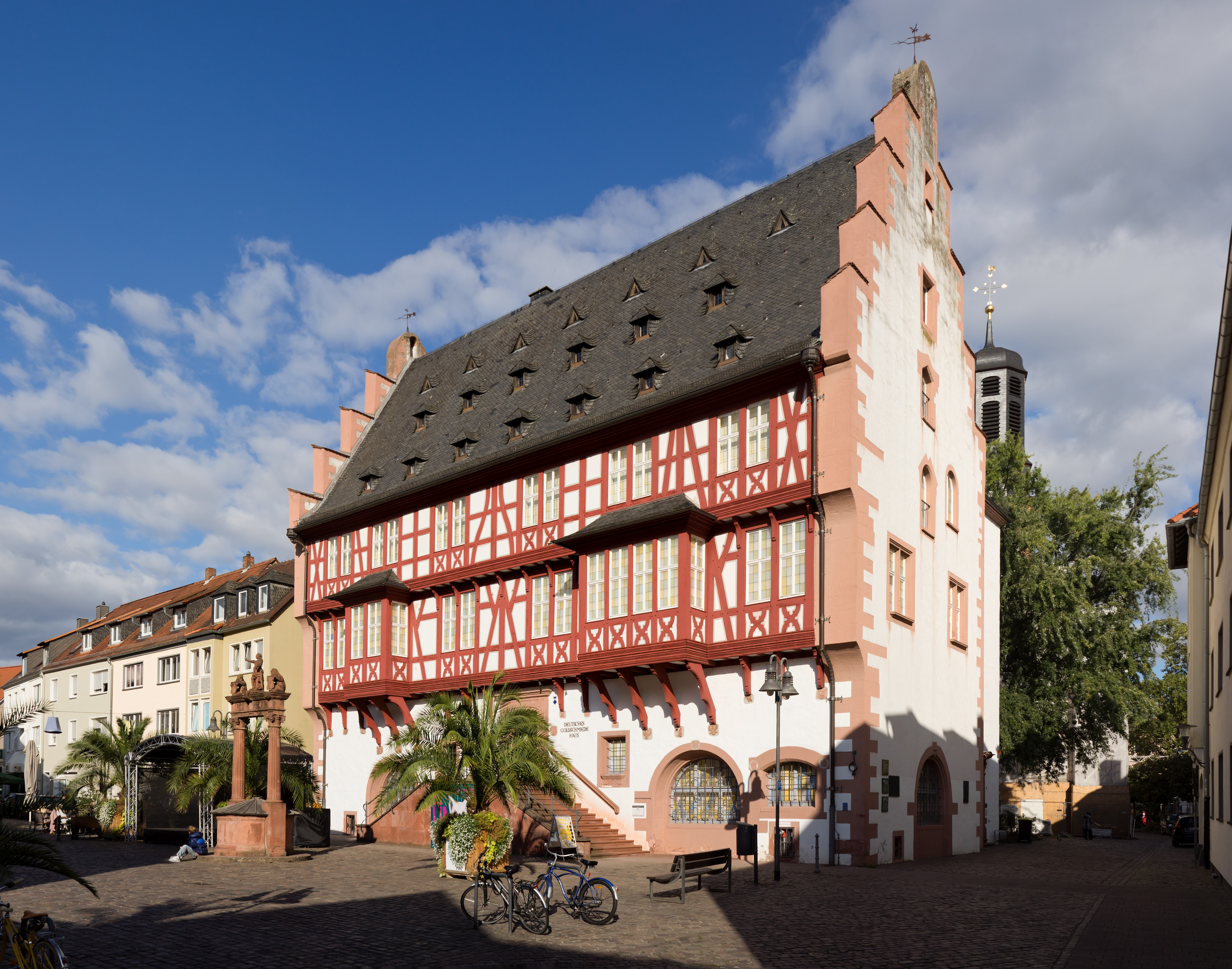
Deutsches Goldschmiedehaus in der Altstadt
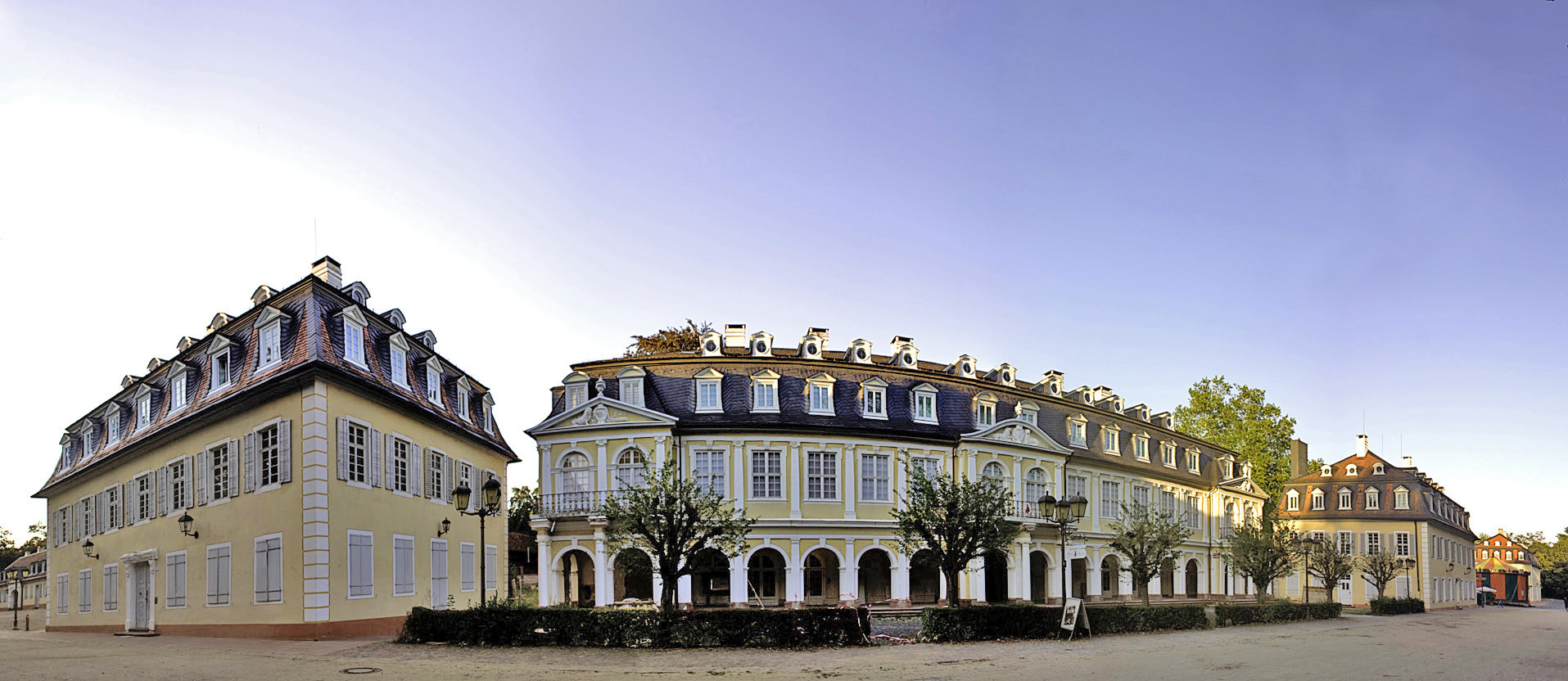
Ehemalige Kuranlage Wilhelmsbad
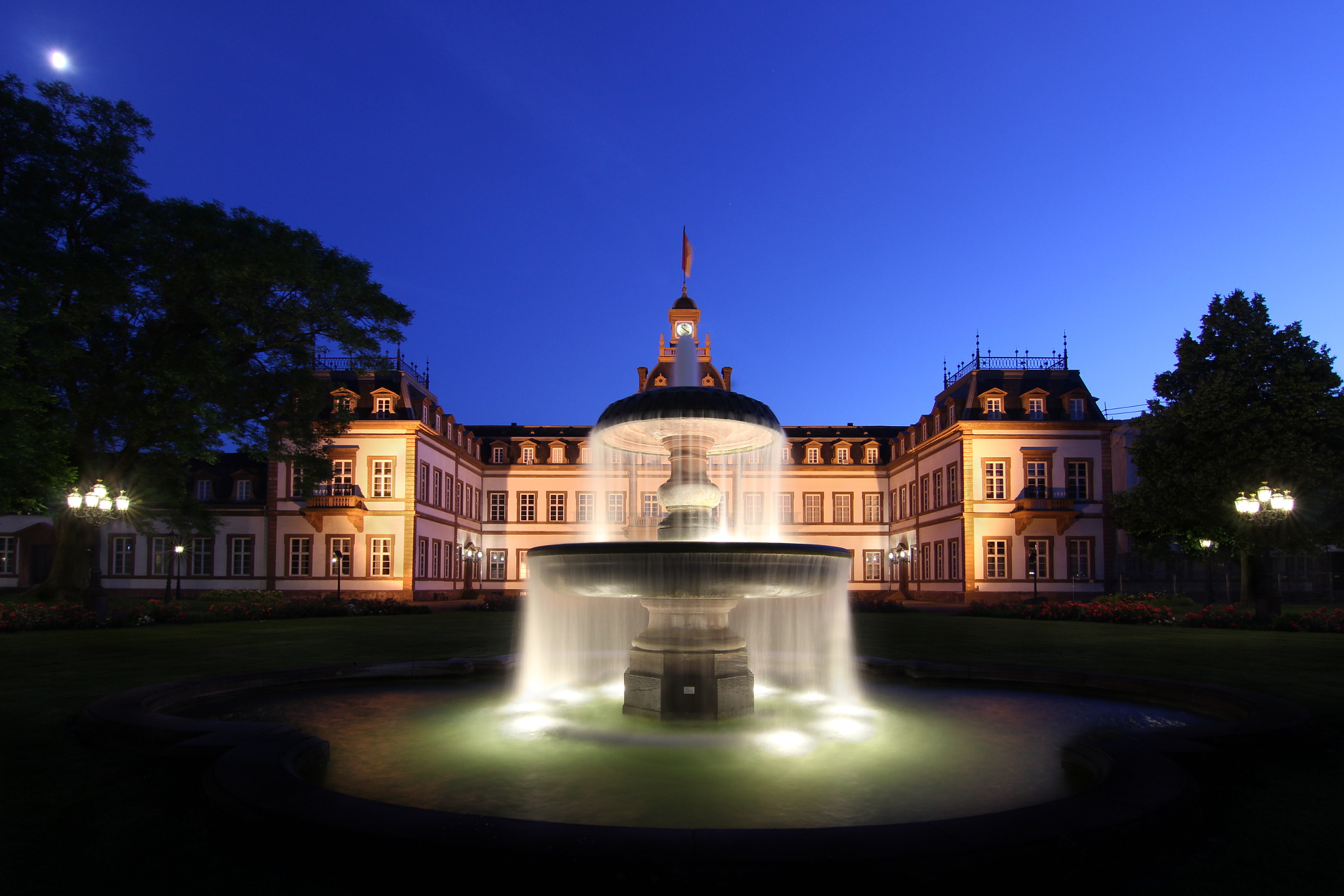
Schloss Philippsruhe in Abendstimmung
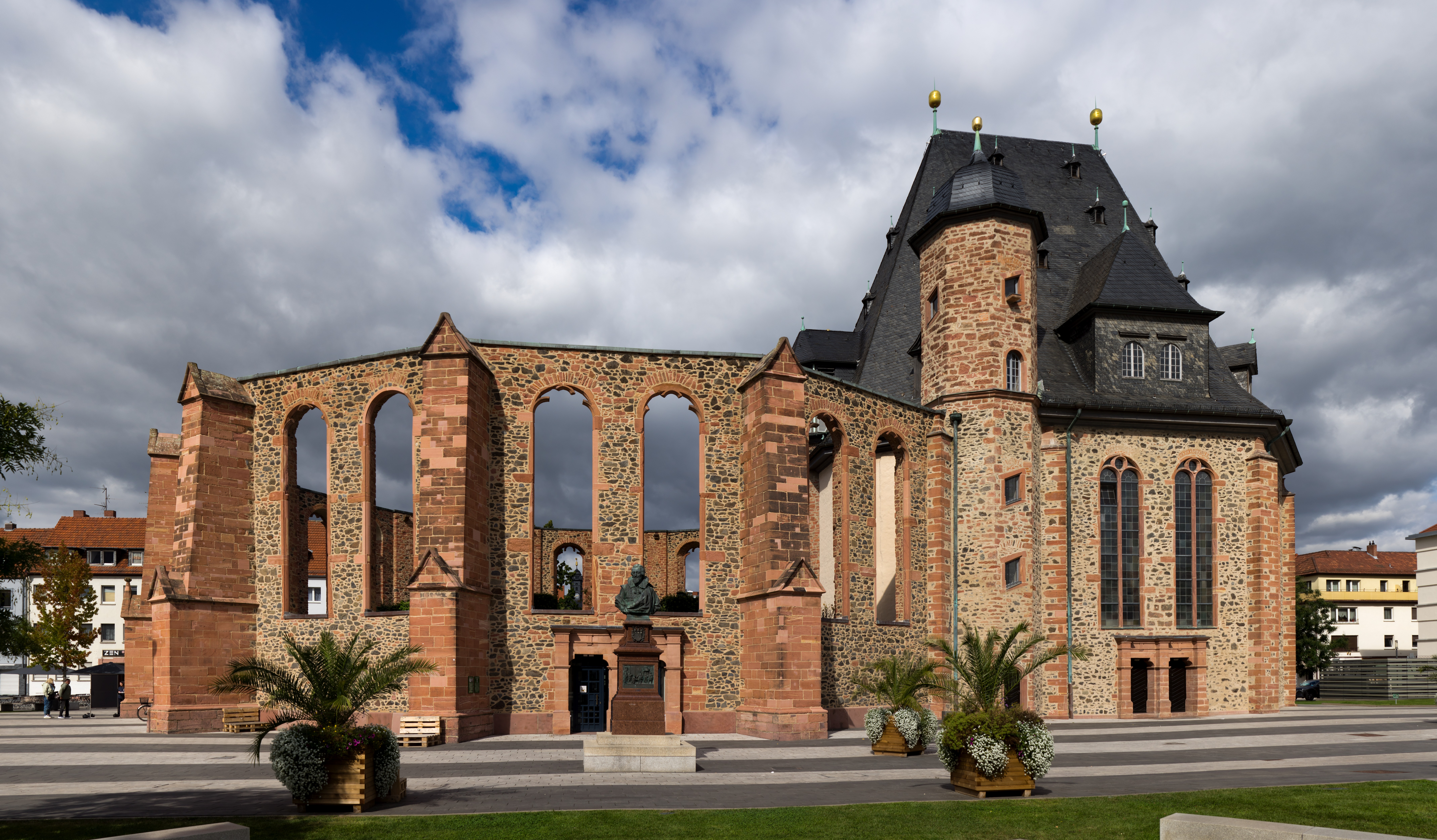
Wallonisch-Niederländische Kirche
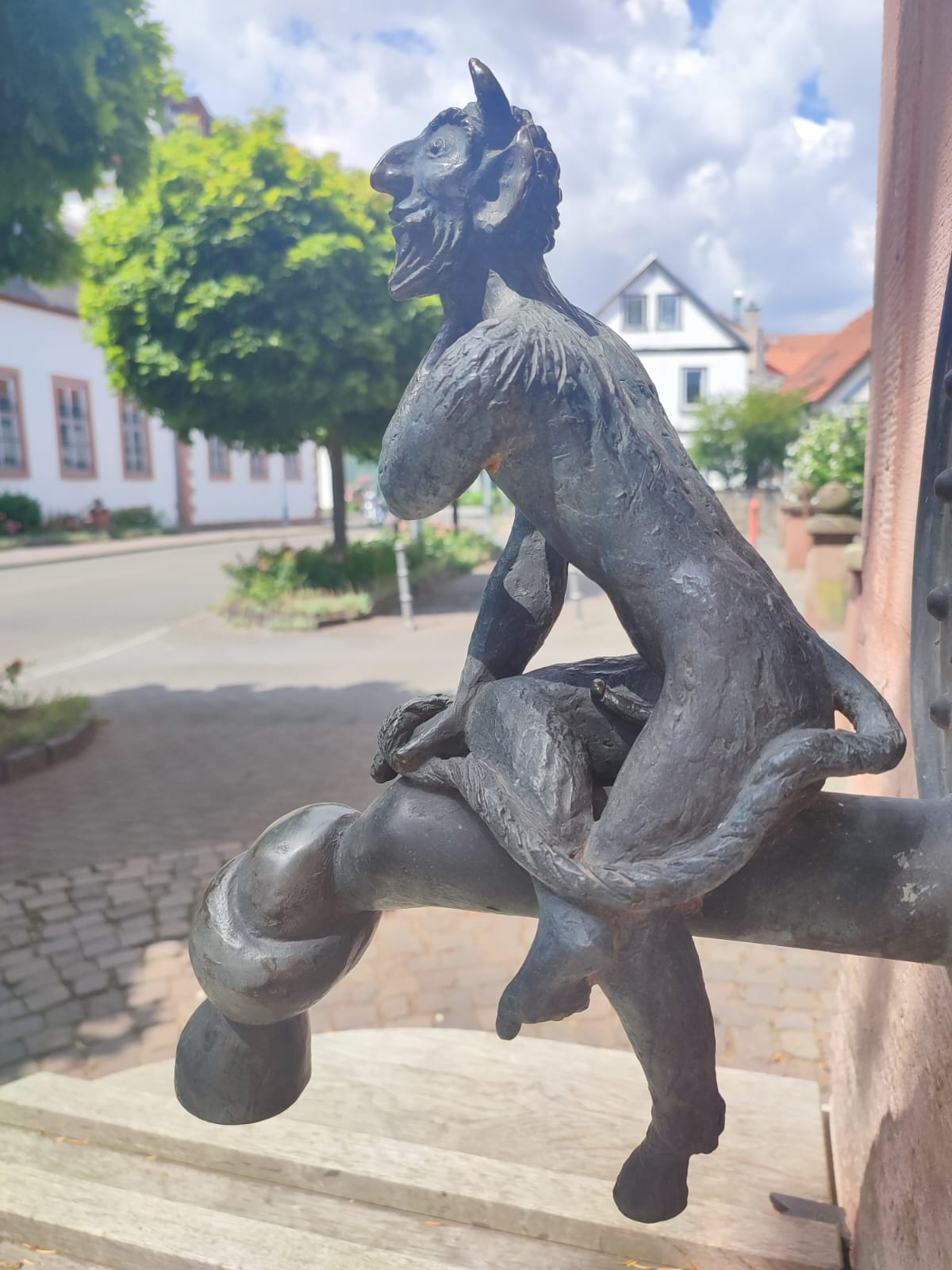
Brunnenteufelchen von Michael Franke

### Tourismus

#### Reisen
In Hanau beginnt die Deutsche Märchenstraße, die in Bremen endet. Durch Hanau verläuft die Deutsche Limesstraße und durch Steinheim die Deutsche Fachwerkstraße. Außerdem ist Steinheim der Ausgangspunkt der Hessischen Apfelwein- und Obstwiesenroute. Hanau liegt an der Via Regia Rhein–Schlesien und bildet den Ausgangspunkt weiterer historischer Heer- und Handelswege.

#### Wandern

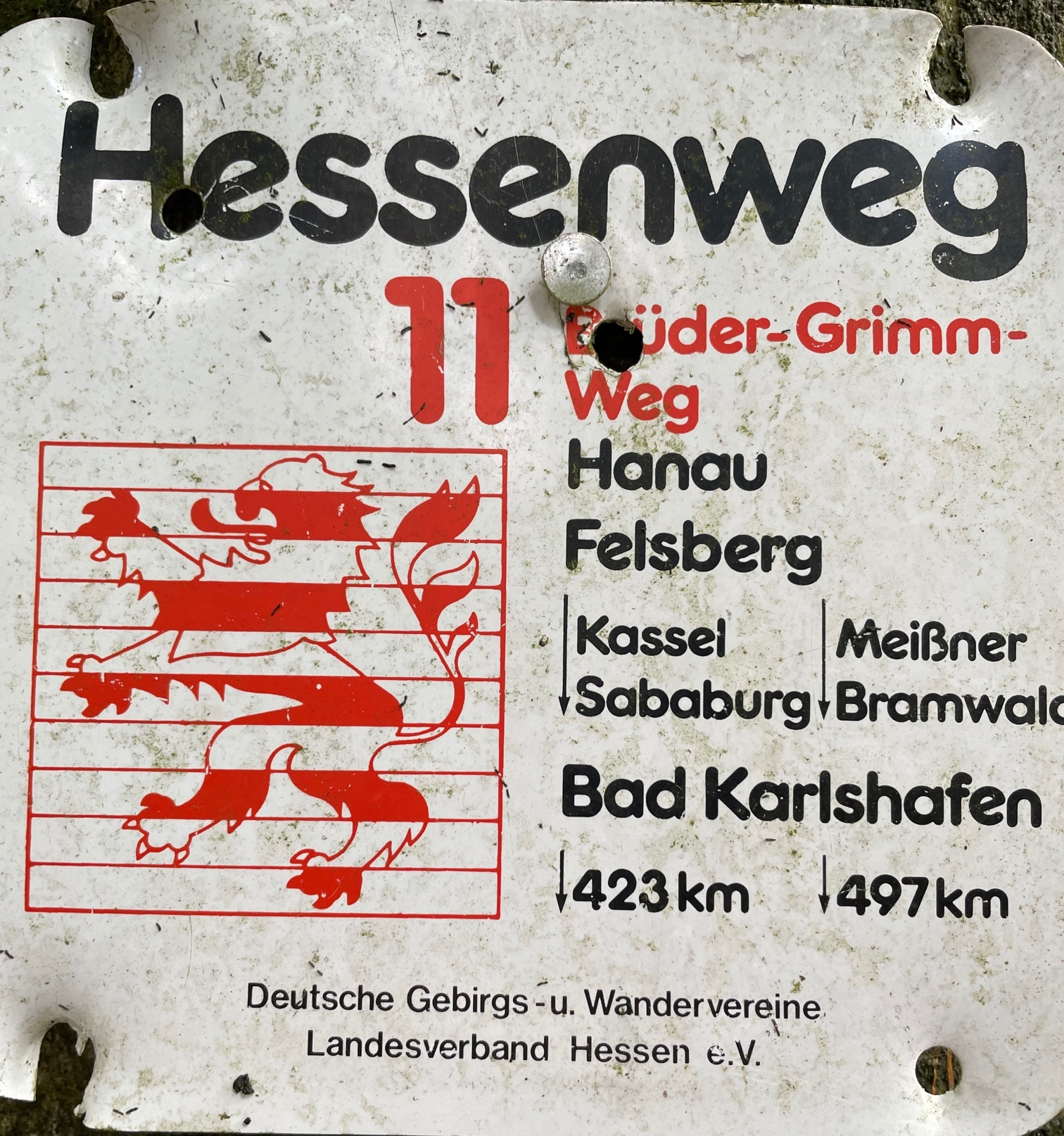
Kennzeichnung des Fernwanderweges Brüder-Grimm-Weg

Symbol der Jakobsmuschel als Wegweiser am Jakobsweg

##### Hessenweg 11
Ein Fernwanderweg beginnt in Hanau, der Geburtsstadt der Brüder Grimm, es ist der „Hessenweg 11“, Brüder-Grimm-Weg. Ein erstes Ziel ist Gelnhausen, ehe er durch den Büdinger Wald Wächtersbach, weiter Bad Soden und schließlich Steinau an der Straße erreicht, den Ort, in dem sie einen Teil ihrer Jugend verbrachten. Der Weg führt in vielen Etappen nach Gensungen. Ab da geht es in zwei Varianten weiter über Sababurg nach Bad Karlshafen (423 km) bzw. zum Hoher Meißner (497 km), das sind Orte, die mit Märchen der Brüder Grimm in Verbindung gebracht werden.

##### Jakobsweg
Von Bruchköbel kommend erreicht der Jakobsweg 16 die Wegstation Hanau-Wachenbuchen. Er führt von Fulda über Frankfurt (124 km) und Mainz (48 km) nach Trier (164 km) bzw. Worms (65 km) und orientiert sich am Verlauf einer alten Handelsstraße, der Via Regia, wo schon im Mittelalter Pilger gegangen sind, um zu dem berühmten Wallfahrtsort Vézelay in Frankreich bzw. Le Puy-en-Velay, dem Ausgangspunkt des französischen Weges nach Santiago de Compostela in Spanien, zu gelangen. Der Weg ist durchgängig mit dem europäischen Muschelzeichen (Bild) markiert. Von Hanau geht es weiter nach Bergen-Enkheim.

#### Radwege
Eine Reihe von Radwegen führen durch Hanau:
- der Bahnradweg Hessen führt auf ehemaligen Bahntrassen ca. 250 Kilometer durch den Vogelsberg und die Rhön.
- der Hessische Radfernweg R3 führt als Rhein-Main-Kinzig-Radweg von Rüdesheim am Rhein nach Tann in der Rhön.
- der Main-Radweg führt von den Quellen des Weißen und Roten Mains bis nach Mainz zur Mündung in den Rhein.
- die Regionalpark-Rundroute führt über 190 Kilometer durch das Rhein-Main-Gebiet.

### Märkte und Feste

#### Apfelweinfest
Immer am letzten Augustwochenende findet in der Steinheimer Altstadt im Schlosshof das Apfelweinfest statt.

#### Johannisfeuer und Altstadtfest
Am Vorabend des Namenstages des Steinheimer Schutzpatrons Johannes, dem 23. Juni, wird im Stadtteil Steinheim das Johannisfeuer angezündet. Seit Jahrzehnten wird das Ereignis unter der Leitung des Steinheimer Geschichtsvereins gefeiert. Seit einigen Jahren wird das Steinheimer Johannisfeuer zum Anlass genommen, das Altstadtfest zu feiern. Unter organisatorischer Leitung der „Interessengemeinschaft Steinheimer Vereine und Verbände“ bewirten die ortsansässigen Vereine in der gesamten Steinheimer Altstadt die Besucher.
Traditionell ist eine Ausnahme der Termingestaltung: So findet das Johannisfeuer niemals an einem Wochenende statt. Fällt der 23. Juni auf einen Samstag, so findet die Feier freitags statt; ist es ein Sonntag, wird das Feuer erst am Montag entzündet.

#### Wochenmarkt

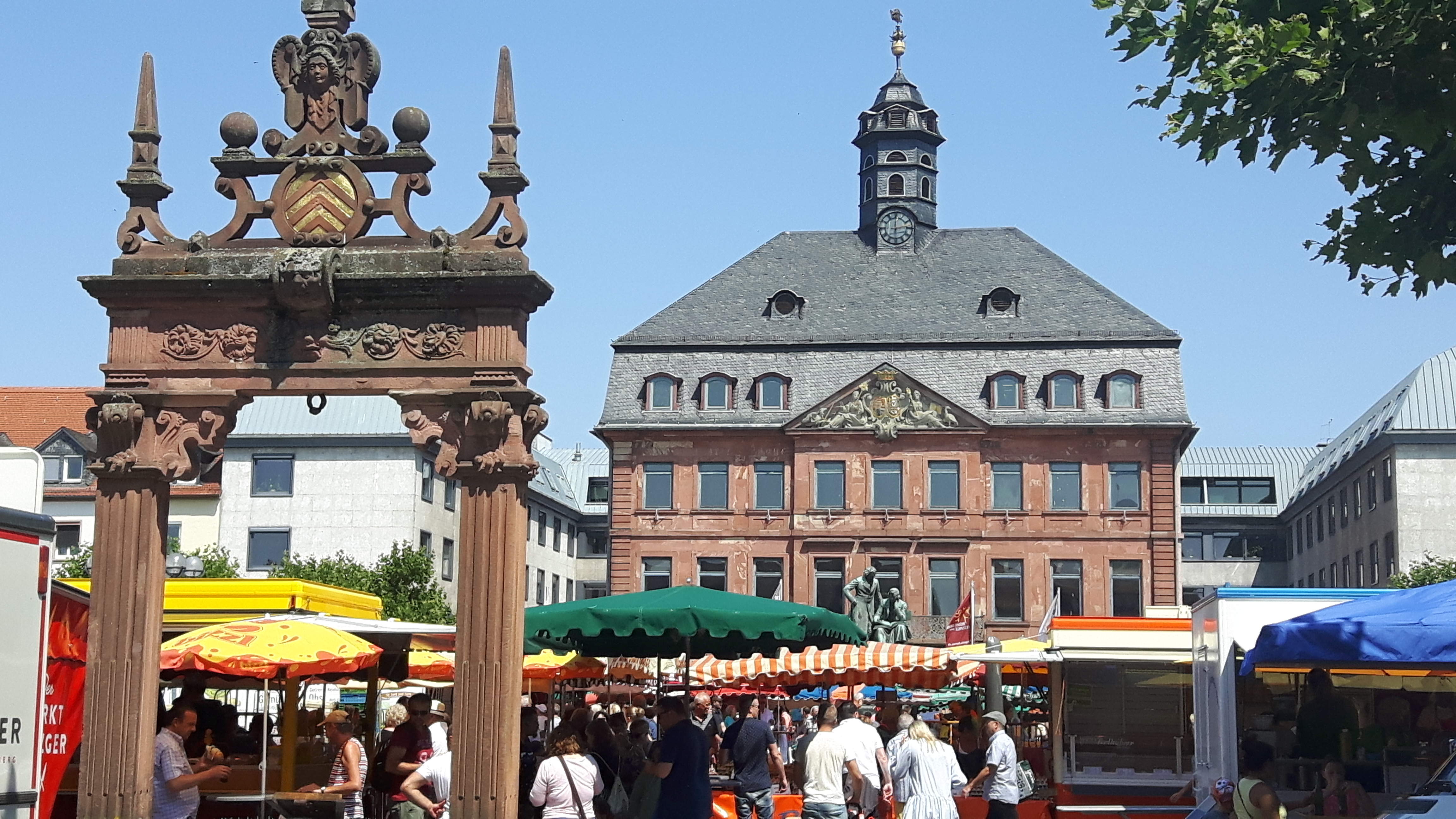
Wochenmarkt mit Erzeugnissen aus dem Umland vor dem Rathaus

Der Hanauer Wochenmarkt, der zweimal in der Woche mittwochs und samstags stattfindet, beruht auf den Gründungsverträgen der Neustadt Hanau: Graf Philipp Ludwig II. von Hanau-Münzenberg schloss am 1. Juni 1597 einen Vertrag mit calvinistischen Flüchtlingen aus Frankreich und den Spanischen Niederlanden, die Kapitulation der Neustadt Hanau, damit diese sich in der neu zu errichtenden Neustadt Hanau niederließen. Die Kapitulation wurde 1604 durch ein Transfix der Neustadt Hanau ergänzt. Diese Verträge sicherten den Bürgern auch das Recht zu, Markt abzuhalten. Dieser findet bis heute auf dem Neustädter Marktplatz statt und wird vom Lebensmittelangebot dominiert, das meist von Landwirten aus der Umgebung stammt. Er ist einer der größten Märkte in Hessen mit rund hundert Ständen. Während der Adventszeit findet hier der Weihnachtsmarkt statt.

#### Lamboyfest
1635 bis 1636 wurde die Festung Hanau von kaiserlichen Truppen unter General Lamboy belagert. Hierbei bewährte sich das erst wenige Jahre zuvor errichtete, moderne Befestigungssystem. Tausende waren aus den umliegenden Ortschaften in die Stadt geflohen, es herrschten furchtbare Zustände. Im Juni 1636 beendete ein hessisch-schwedisches Entsatzheer unter Landgraf Wilhelm V. von Hessen-Kassel die neunmonatige Belagerung. Wilhelm V. war mit einer Tochter von Graf Philipp Ludwig II. von Hanau-Münzenberg, Amalie Elisabeth, verheiratet. Kurz danach wurden jährliche Dankgottesdienste eingeführt, aus denen sich ab 1800 das Lamboyfest entwickelte. Zunächst wurde es im Lamboywald gefeiert, der zum Teil das Gebiet einnahm, in dem sich heute das Lamboy-Viertel erstreckt. Seit einigen Jahren findet die Veranstaltung in der historischen Altstadt um das Goldschmiedehaus statt.

#### Bürgerfest
Das Bürgerfest entstand 1958 auf Initiative des damaligen Hanauer Oberbürgermeisters Heinrich Fischer, um an die Aufbauleistung der Hanauer Bürger nach dem Zweiten Weltkrieg zu erinnern. Es wird seit einigen Jahren im September auf den Mainwiesen nahe Schloss Philippsruhe gefeiert. Der traditionelle Festplatz war bis in die neunziger Jahre der Schlosspark Philippsruhe, in dem die Zelte Hanauer Vereine aufgebaut wurden. Wegen erheblicher Schäden, die dabei jedes Jahr dem historischen Park, einem Kulturdenkmal, zugefügt wurden, wurde das Festgelände verlegt. 2002 und 2003 fiel das Fest aus Kostengründen aus.

### Kultur

#### Veranstaltungen

##### Brüder-Grimm-Märchenfestspiele

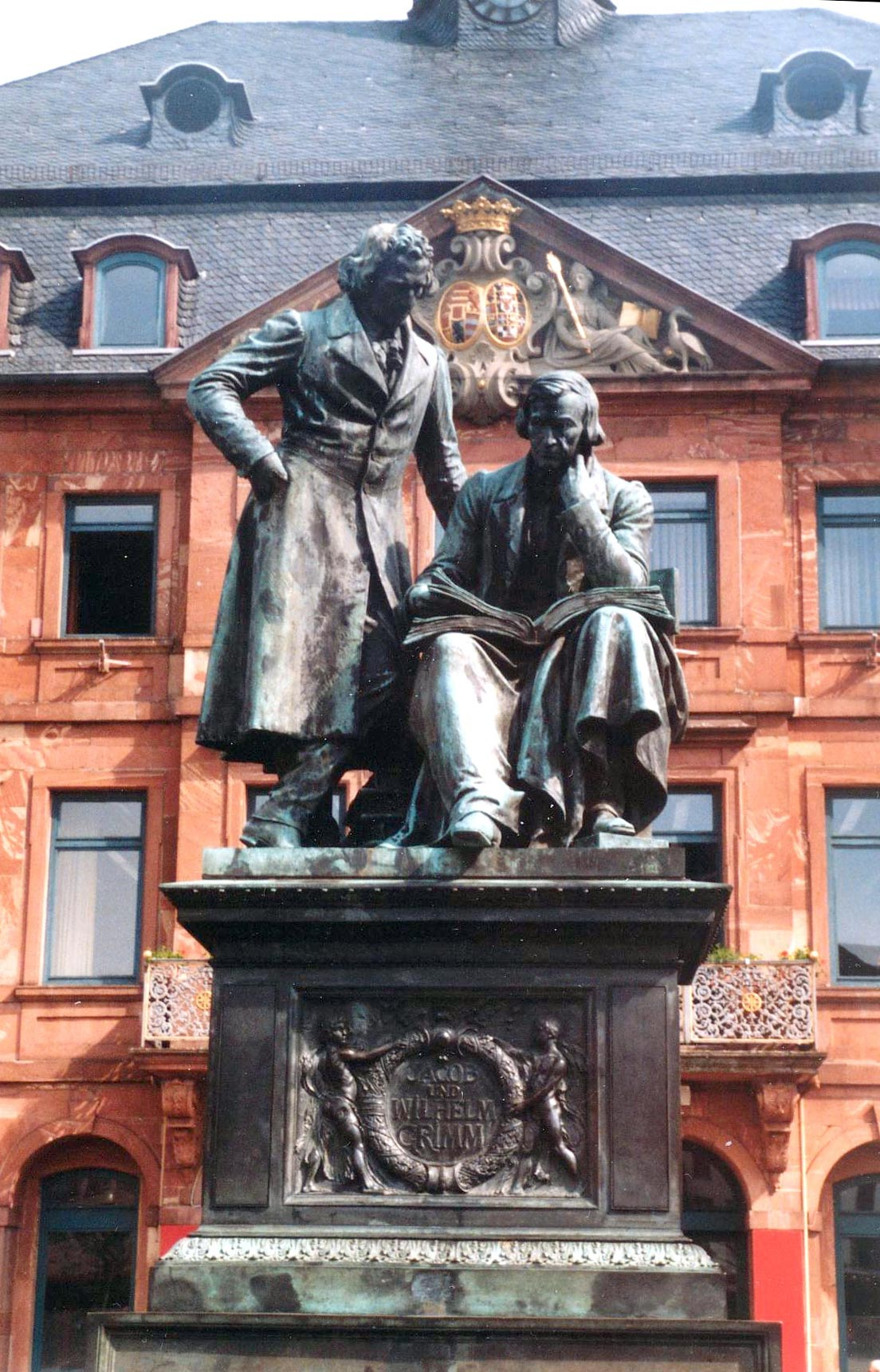
Denkmal der Brüder Grimm in Hanau

Die Brüder-Grimm-Märchenfestspiele finden jährlich in der Zeit von Mai bis Juli/August im an den Schlosspark von Schloss Philippsruhe angrenzenden „Amphitheater“ statt. In Erinnerung an die Brüder Grimm, Söhne der Stadt Hanau, werden hier verschiedene Märchen ihrer Sammlungen dramatisiert und in Szene gesetzt.

##### Philippsruher Schlosskonzerte
Die Philippsruher Schlosskonzerte sind eine seit 1987 jährlich durchgeführte klassische Musikveranstaltungsreihe mit dem Collegium Instrumentale Alois Kottmann, die sowohl in den Räumlichkeiten des Schlosses Philippsruhe als auch auf dem Gelände des Schlossparks, unter anderem auch auf der Bühne der Brüder-Grimm-Märchenfestspiele im „Amphitheater“ durchgeführt wird.

##### Kinzigtal total
Einmal im Jahr findet der Radlersonntag Kinzigtal total statt.

#### Auszeichnungen und Ehrenpreise
In Erinnerung an den Sohn der Stadt Paul Hindemith verleiht die Stadt Hanau seit 2000 den Paul-Hindemith-Preis der Stadt Hanau. Zum Gedenken an die Brüder Grimm verleiht die Stadt seit 1983 den Brüder-Grimm-Preis der Stadt Hanau und seit 2016 zusammen mit der Goethe-Universität Frankfurt die Grimm-Bürgerdozentur. An den in Großauheim geborenen August Gaul erinnert die August-Gaul-Plakette. Die Stadt Hanau vergibt sie an Institutionen und Persönlichkeiten, die sich auf kulturellem bzw. künstlerischem Gebiet in außerordentlichem Maß verdient gemacht haben.

#### Künstlerbund SIMPLICIUS
Der Künstlerbund SIMPLICIUS Hanau wurde 1952 gegründet. Viele Lehrer und Schüler der Staatlichen Zeichenakademie Hanau sind bzw. waren Mitglieder des Künstlerbundes, der bis heute besteht.

#### Museen

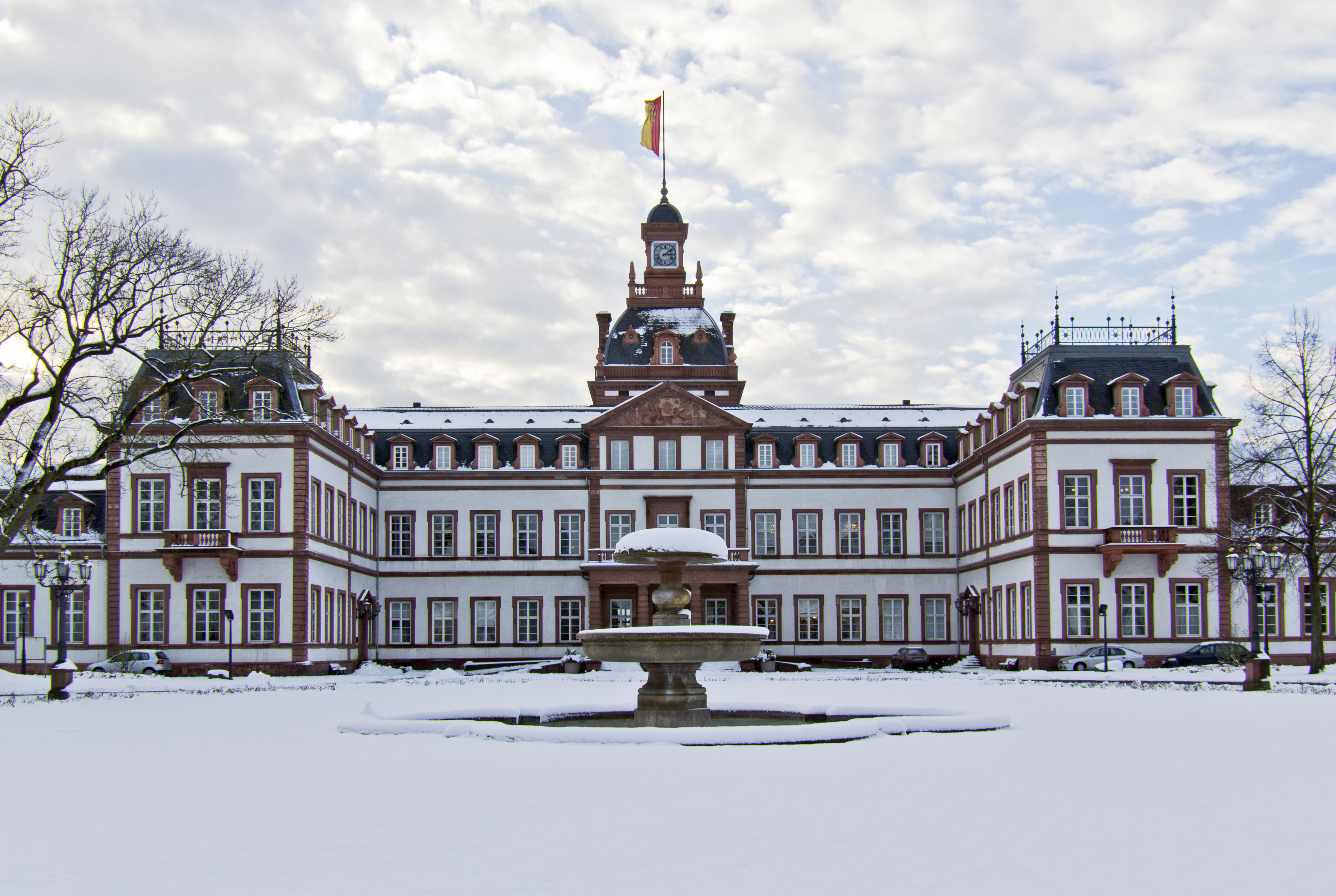
Schloss Philippsruhe, Sitz des Historischen Museums Hanau

In Hanau gibt es neun Museen, Sammlungen und museumsähnliche Einrichtungen. Unter den Museen der Stadt Hanau ist das Historische Museum Hanau Schloss Philippsruhe mit dem Papiertheatermuseum das bekannteste. Von der Stadt wird weiterhin das Museum Schloss Steinheim für Archäologie, regionale Vor- und Frühgeschichte sowie Steinheimer Orts- und Schlossgeschichte, sowie das Museum Großauheim für Industriegeschichte, Kunstsammlung mit Werken von August Gaul und August Peukert betrieben.
Nicht in städtischer Trägerschaft befindet sich das Deutsche Goldschmiedehaus der Gesellschaft für Goldschmiedekunst mit Unterstützung durch die Stadt, das Heimatmuseum Mittelbuchen des Heimat- und Geschichtsvereins mit Unterstützung durch die Stadt, die Burgruine Wilhelmsbad der Verwaltung der Staatlichen Schlösser und Gärten Hessen, das Hessische Puppenmuseum des Fördervereins mit Unterstützung durch Stadt und Land, das Hessische Forstmuseum am Wildpark „Alte Fasanerie“ von Hessen-Forst sowie die Museumseisenbahn Hanau.

#### Gedenkstätten
Auf dem Hauptfriedhof wurde 1962 ein Ehrenfeld für die Opfer des Zweiten Weltkriegs angelegt, mit mehreren Kreuzgruppen aus Basaltlava-Tuffgestein.
Dem Ehrenfeld vorgelagert ist ein Eingangshof, der dem besonderen Gedenken an den britischen Luftangriff am 19. März 1945 gewidmet ist. Auf Bronzeplatten sind die Namen der über zweitausend Opfer an diesem Tage verzeichnet.
Gegenüber vom Standort der alten Synagoge Hanaus in der Nordstraße ist eine Gedenk- und einige Erinnerungstafeln zu finden; die Synagoge wurde 1938 in der Reichspogromnacht zerstört. Nur wenige Meter entfernt befindet sich die Gedenkstätte „Ehemalige Ghettomauer“ am Fußweg zwischen dem Freiheitsplatz und der Main-Kinzig-Halle; hier erinnern 230 individuelle Bronzetäfelchen an die in Hanau geborenen und bis zu ihrer Verschleppung und Ermordung in Hanau wohnhaften jüdischen Kinder, Frauen und Männer.

#### Weiteres
- Hanauer Marionettentheater

## Wirtschaft und Infrastruktur

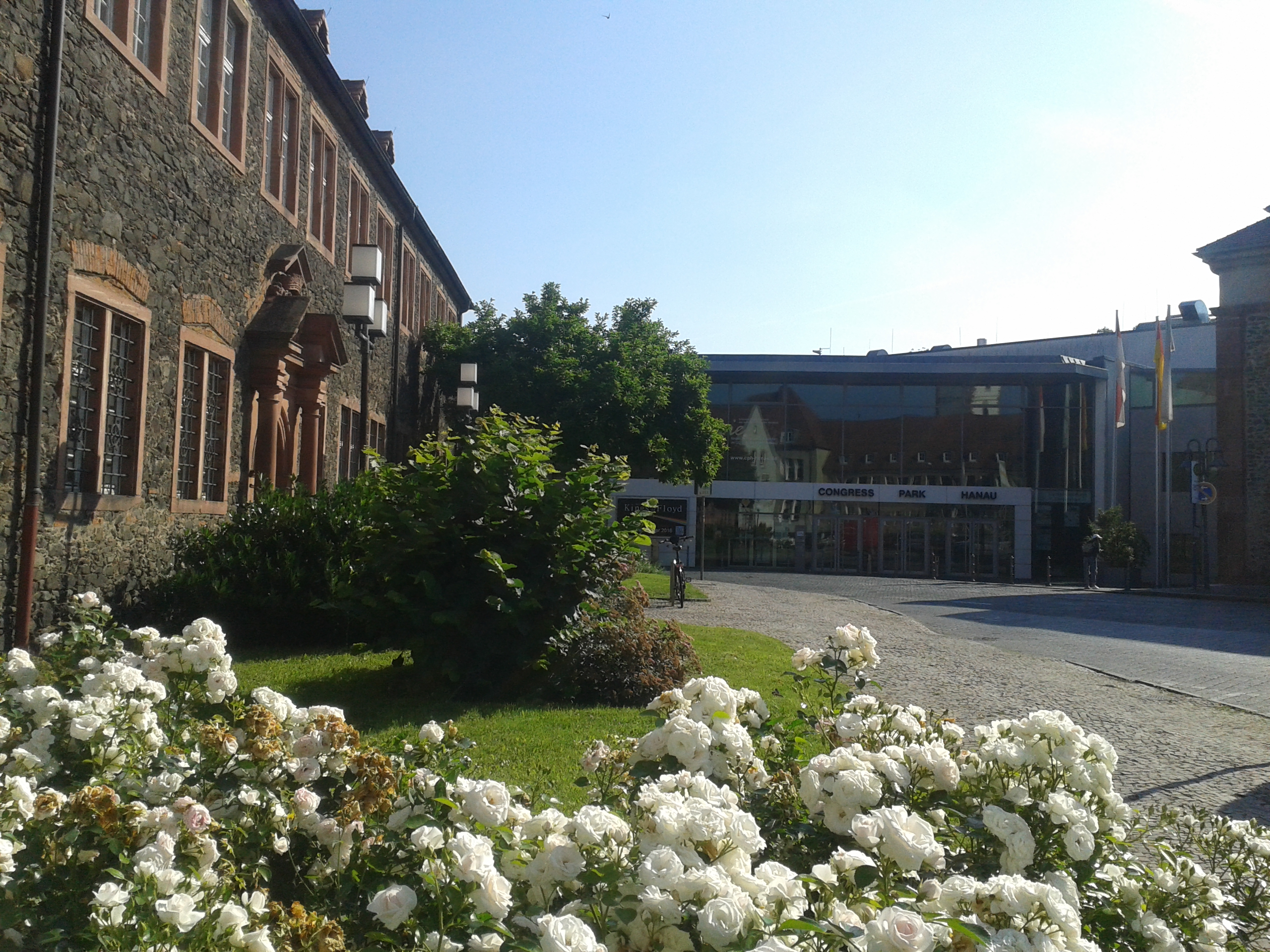
Blick auf den Congress Park Hanau am Schlossplatz

### Verkehr

#### Flugverkehr
Hanau besitzt keinen eigenen Flugplatz. Kleinmaschinen fliegen entweder Zellhausen oder das benachbarte Langenselbold an. Die Entfernung zum Frankfurter Flughafen beträgt vom Stadtzentrum aus etwa 30 Kilometer.

#### Eisenbahn

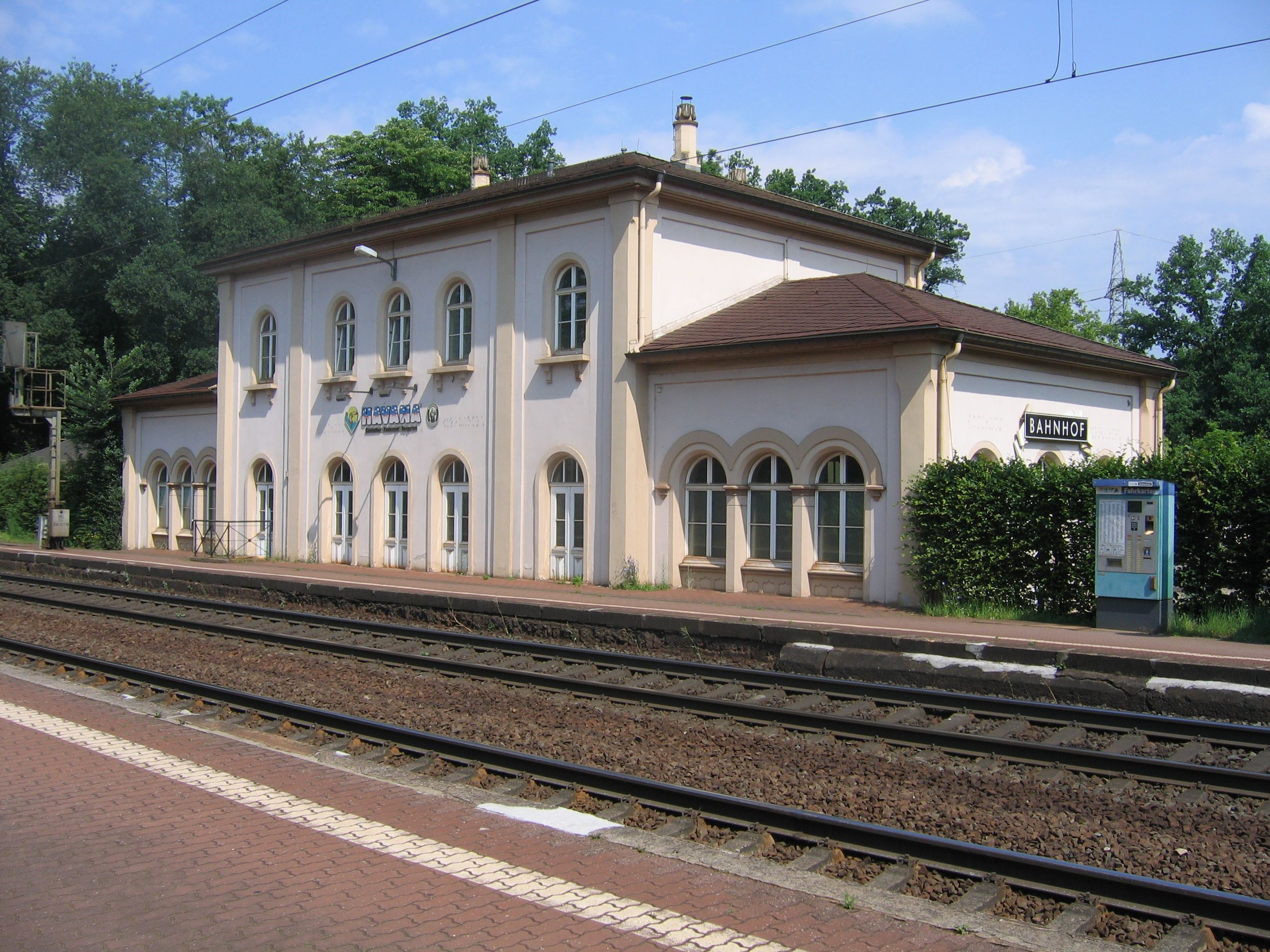
Das Empfangsgebäude des Bahnhofs Hanau-Wilhelmsbad aus dem Jahr 1848 von Julius Eugen Ruhl ist heute das älteste in Hanau

Hanau ist ein Knotenpunkt im Eisenbahnnetz, auf den sechs Strecken zulaufen:
- Bahnstrecke Frankfurt–Göttingen (RE/RB 55/50),
- Bahnstrecke Frankfurt Süd–Aschaffenburg (RE/RB 55),
- Bahnstrecke Frankfurt Schlachthof–Hanau (S8, S9),
- Friedberg-Hanauer Eisenbahn (RB 49),
- Odenwaldbahn (RE/RB 64) Richtung Babenhausen, Groß-Umstadt-Wiebelsbach, Erbach und Eberbach und
- Hafenbahn Hanau, die den Mainhafen Hanau anschließt.

Historisch gab es darüber hinaus die Hanauer Kleinbahn nach Hüttengesäß und Langenselbold sowie die Hanauer Industriebahn.

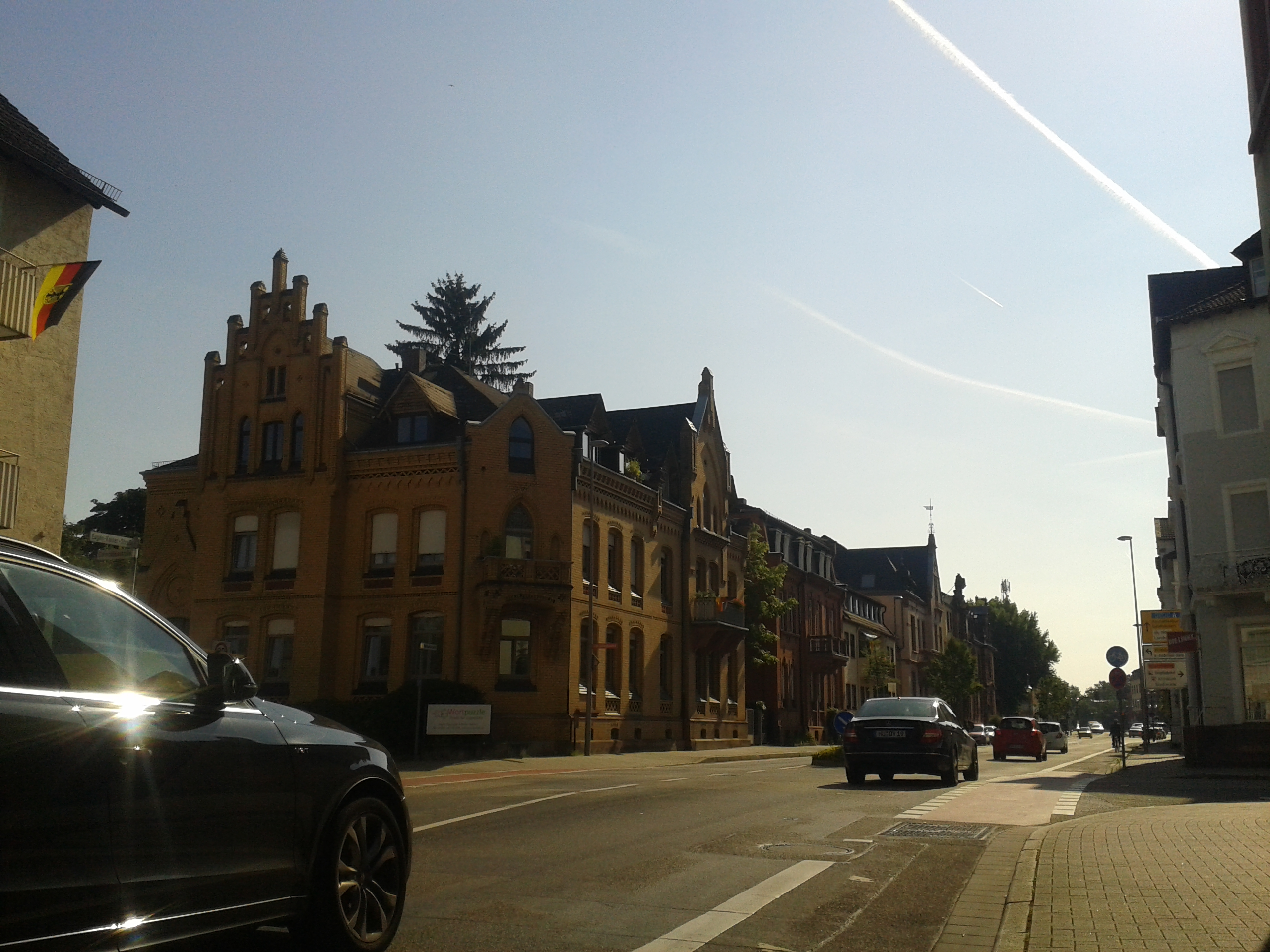
Blick in die Wilhelmstraße

Hanau Hauptbahnhof besitzt ICE-Anbindung. Darüber hinaus gibt es eine Reihe weiterer Bahnhöfe und Haltepunkte im Stadtgebiet:
Das ehemalige Bahnbetriebswerk Hanau ist heute Sitz einer Museumseisenbahn.
Geplante Großprojekte
- Nordmainische S-Bahn
- Aus- und Neubaustrecke Hanau–Würzburg/Fulda–Erfurt

#### Straßen
Die Bundesautobahnen A 45 und A 66 führen durch das Hanauer Stadtgebiet und sind durch das Hanauer Kreuz miteinander verbunden. Die Bundesautobahn 3 hat eine Anschlussstelle Hanau außerhalb des Stadtgebietes in der Nähe von Obertshausen. Ebenfalls durch das Hanauer Stadtgebiet führen die Bundesstraßen B 8, B 43, B 43a und B 45. Die B 43a ist vollständig und die B 45 ist teilweise autobahnähnlich ausgebaut. Zusammen bilden sie die früher geplante Bundesautobahn 683 (Hanauer Kreuz – Dieburg), die aber nicht als Autobahn, sondern als autobahnähnliche Straße realisiert wurde. Das erklärt auch, warum die Anschlussstelle Hanau der A 3 an ein Autobahnkreuz in einer Mischform aus Kleeblatt und Windmühle erinnert. Dort sollten sich die A 3 und die A 683 kreuzen.

#### Nahverkehr
Der innerstädtische Nahverkehr wird in Hanau überwiegend durch Busse des Verkehrsbetriebs Hanauer Straßenbahn geleistet.

#### Radverkehr
Hanau unternimmt seit einigen Jahren punktuelle Maßnahmen, die dem Radfahren zugutekommen, wie die Öffnung von Einbahnstraßen für Radfahrer in Gegenrichtung, das Abflachen von Bordsteinen an Ampeln und die Beseitigung von Wurzelschäden an Fuß- und Radwegen. Trotzdem ist die Radverkehrssituation laut Radklimatest 2020 nach wie vor insgesamt nur ausreichend. Am Positivsten, bzw. als zufriedenstellend, werden die geöffneten Einbahnstraßen, die Erreichbarkeit des Stadtzentrums und die Möglichkeit zügigen Radfahrens wahrgenommen. Am Negativsten werden die zu geringe Breite der Radwege, die mangelhafte Kontrolle von Falschparkern auf Radwegen und die unzureichende/fehlende Radverkehrsführung an Baustellen bewertet.

#### Mainhafen

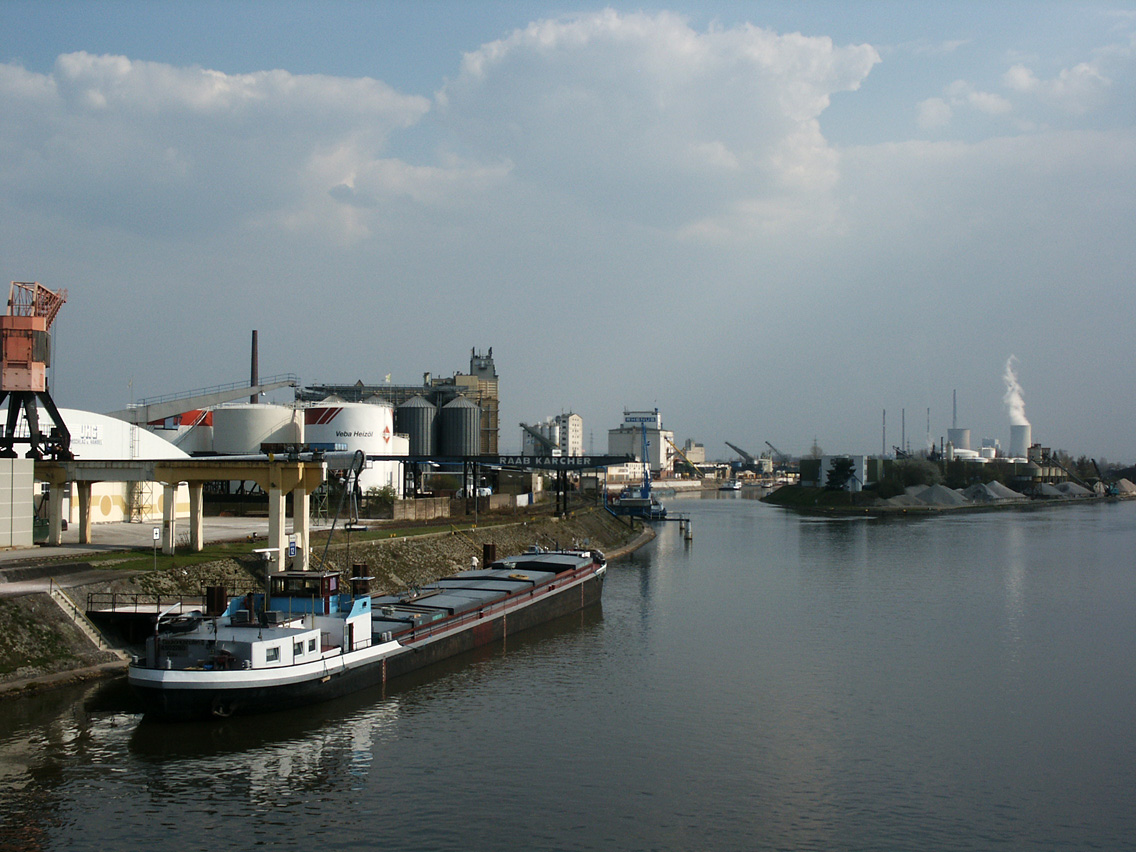
Blick auf die Hafeneinfahrt von der Steinheimer Brücke

Der Hanauer Mainhafen ist einer der Häfen mit dem größten Güterumschlag an Main, Main-Donau-Kanal und Donau.

### Industrie und Handwerk

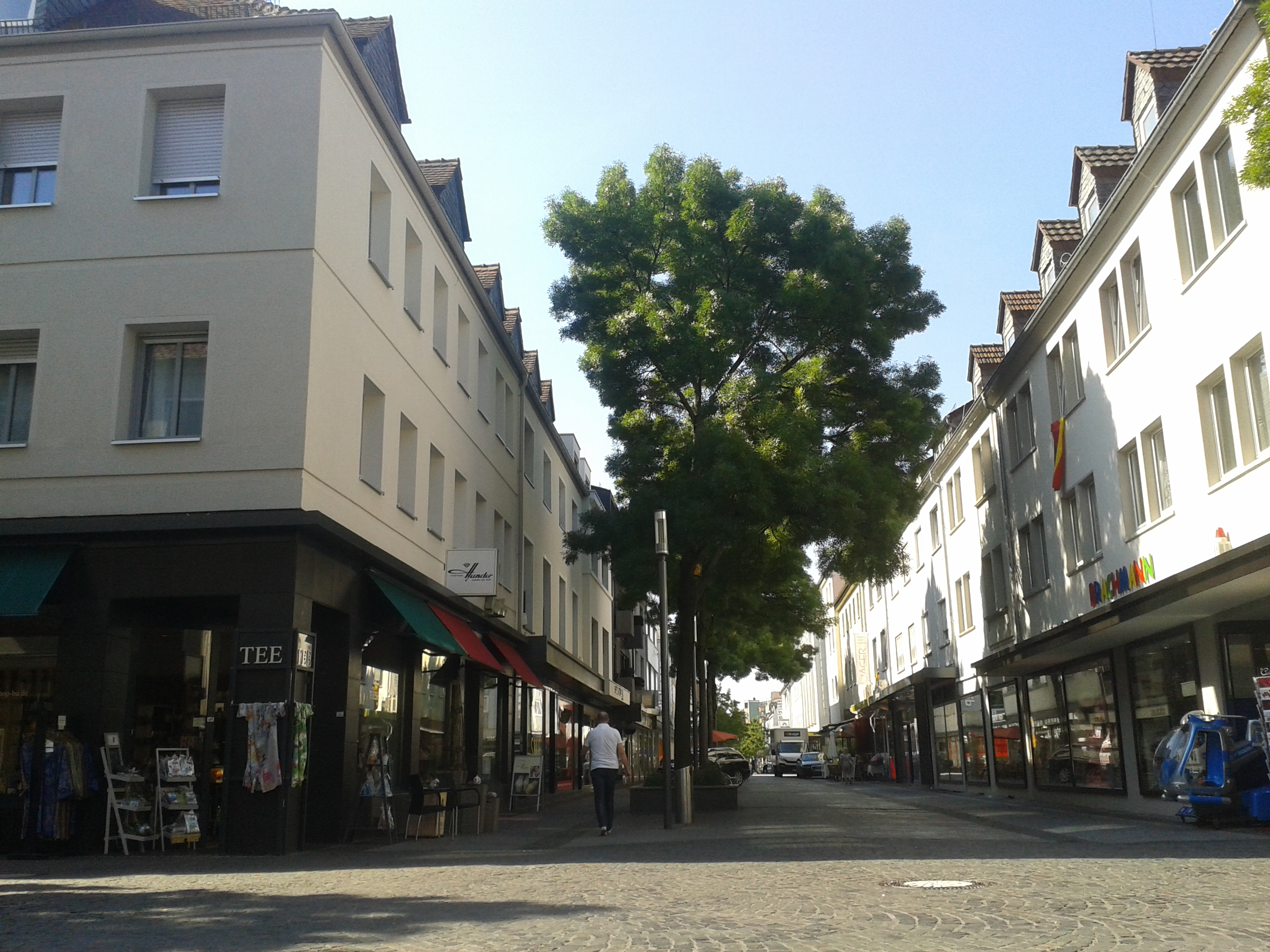
Fußgängerzone Rosenstraße

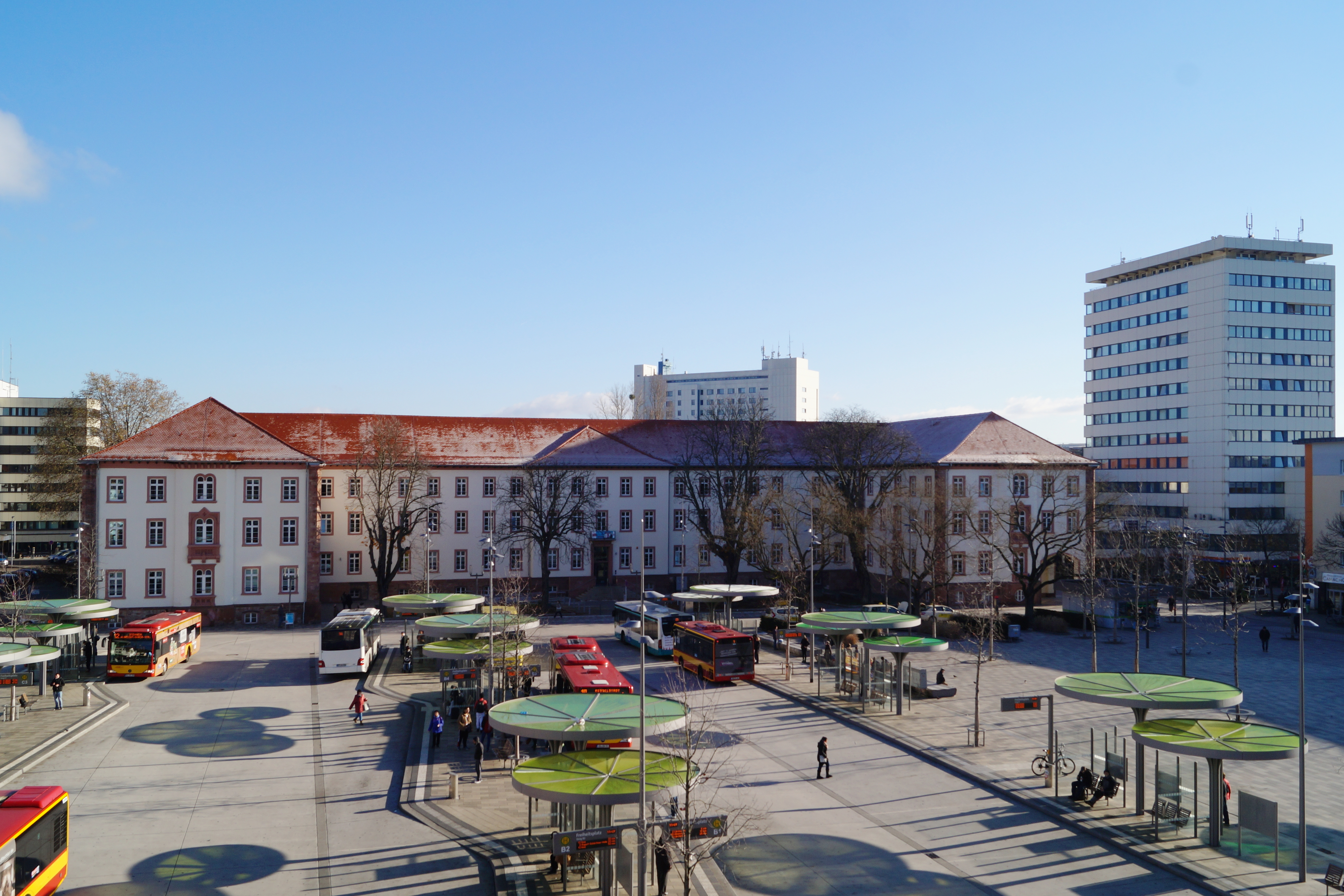
Hanauer Finanzamt am Freiheitsplatz

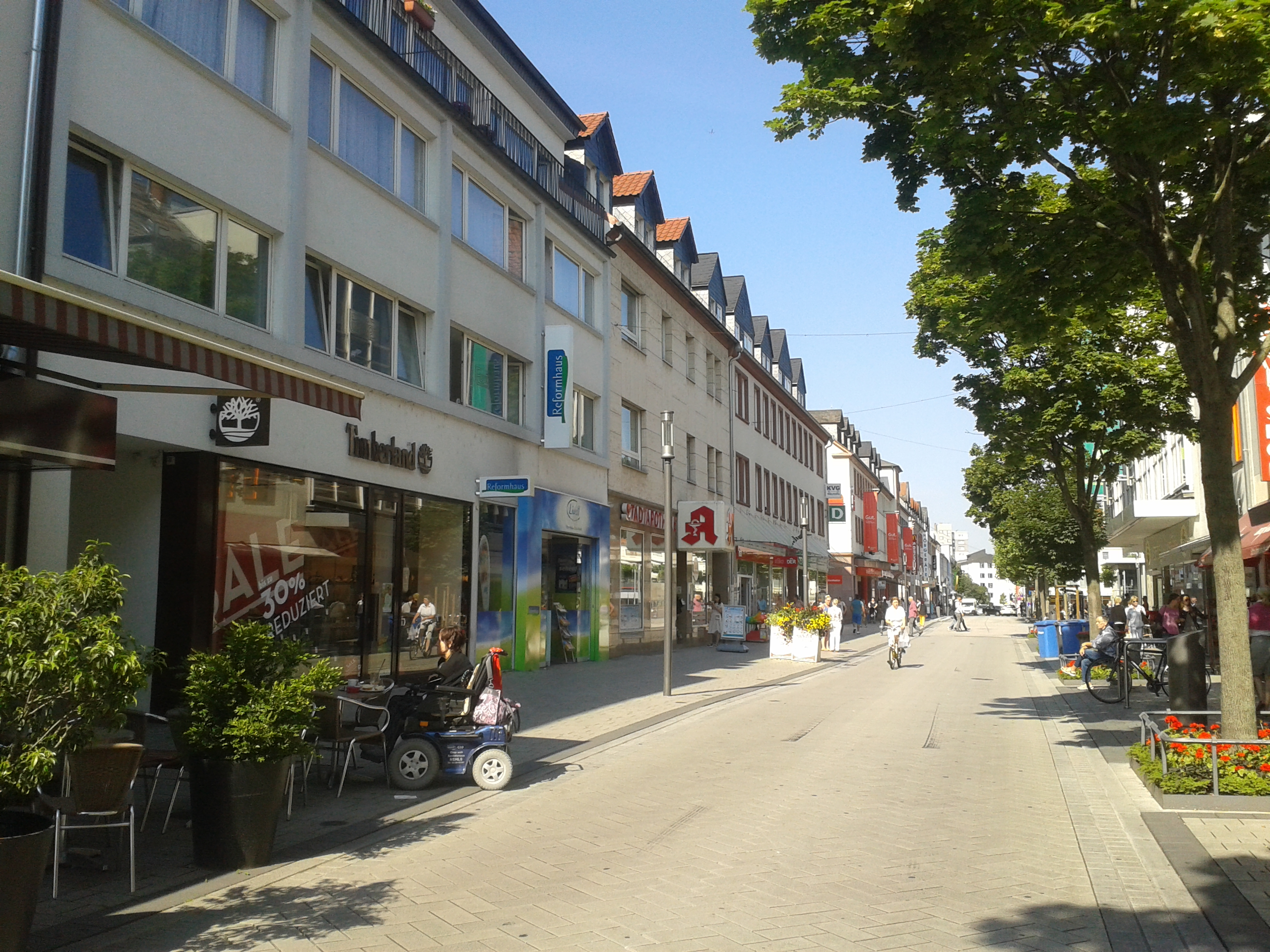
Fußgängerzone Nürnberger Straße

Hanau ist Sitz einiger bedeutender Unternehmen, unter anderem der Material- und Werkstofftechnologie, der Medizin- und Dentaltechnik, der Chemie und des Anlagenbaus. Historisch beheimatete es die erste deutsche Fayence-Manufaktur und hatte eine lange Tradition in der Goldschmiedekunst und Schmuckherstellung. Große Unternehmen mit Standorten in Hanau sind unter anderem Heraeus, Evonik Industries (vormals Degussa), Goodyear, ALD Vacuum Technologies, Vacuumschmelze und Umicore, sowie Nachfolgefirmen der ehemaligen Leybold AG. Viele Unternehmen der chemischen Industrie sind im Industriepark Wolfgang beheimatet.
Städtische Versorgungsunternehmen sind die Stadtwerke Hanau. Die Industrie- und Handelskammer Hanau-Gelnhausen-Schlüchtern hat ihren Sitz in Hanau.
Die Hanauer Seifenfabrik war ein Unternehmen, das Seifen- und Glycerinprodukte herstellte und vertrieb. Die Aktiengesellschaft wurde 1921 durch Übernahme der Firma Hanauer Seifenfabrik J. Gioth gegründet und erlitt bereits im September 1924 Insolvenz. In Hanau befand sich auch Obermeyer & Co., eine Fabrik pharmazeutischer Präparate.

### Sozialversicherungspflichtig Beschäftigte
Am 30. Juni 2005 lebten in Hanau 28.462 Sozialversicherungsbeschäftigte, Ende September 2007 29.298, Ende 2011 30.537 und Ende September 2014 33.041. Die Zahl der Sozialversicherungspflichtigen am Arbeitsort, also der sozialversicherungsbeschäftigten Arbeitsstellen in Hanau, entwickelte sich vom 30. Juni 2005 (42.013) bis Ende 2006 (41.894) zunächst rückläufig, stieg dann aber bis Ende 2013 auf 45.044 an. Bis zum 30. Juni 2022 wuchs diese Zahl auf 46.509.

### Arbeitslosigkeit
Die Arbeitslosenzahlen werden für den Arbeitsamtsbezirk Hanau erhoben. Die Arbeitslosenquote lag im April 2008 mit 5,6 Prozent unter dem hessischen Durchschnitt, welcher 6,8 Prozent betrug. Im April 2015 betrug die Arbeitslosenquote in Hanau 6,9 Prozent, während sie in Hessen im Jahresmittel bei 5,5 Prozent lag. Damit stieg die Arbeitslosigkeit entgegen dem Landestrend. Die Arbeitslosenquote war 2015 nach hessischen Maßstäben überdurchschnittlich. 2022 lag die Arbeitslosenquote im Durchschnitt bei ca. 3,9 Prozent, während die Arbeitslosenquote im Land Hessen bei ca. 2,6 Prozent lag.

### Behörden, Gerichte und Einrichtungen
Hanau ist unter anderem Sitz des Landgerichts Hanau, der Staatsanwaltschaft Hanau sowie des Amtsgerichtes Hanau. Am Freiheitsplatz hat zudem auch das Finanzamt Hanau seinen Sitz.

### Gesundheitsvorsorge
In Hanau existiert neben dem städtischen Klinikum Hanau, welches ein akademisches Lehrkrankenhaus der Johann Wolfgang Goethe-Universität Frankfurt am Main ist, das St. Vinzenz-Krankenhaus Hanau unter der Trägerschaft der Barmherzigen Schwestern vom hl. Vinzenz von Paul, Mutterhaus Fulda. Für die Altenpflege existieren in Hanau fünf Einrichtungen der unterschiedlichsten Träger, darunter die Vereinte Martin Luther und Althanauer Hospital Stiftung Hanau.

### Bildung
Seit 1872 besteht die Ludwig-Geißler-Schule.
Im Schuljahr 2004/2005 wurden 19.113 Schüler in 868 Klassen der Hanauer Schulen unterrichtet. Der Ausländeranteil lag bei 22,9 Prozent.
In Hanau existieren insgesamt 16 Grundschulen. Die Grundschüler des Stadtteils Mittelbuchen besuchen gemeinsam mit den Kindern aus Wachenbuchen die Grundschule in Maintal-Wachenbuchen. An Haupt- und Realschulen existieren zwei Schulen mit unterschiedlichen Bildungsschwerpunkten. Drei Gymnasien, die Hohe Landesschule, die Karl-Rehbein-Schule sowie das Gymnasium der privaten Paul-Gerhardt-Schule, und zwei Gesamtschulen, die Otto-Hahn-Schule sowie die Lindenauschule, bilden die Grundlage für die höhere allgemeinbildende Schulform.
Es befinden sich unterschiedliche berufsbildende Schulen mit verschiedenen fachlichen Schwerpunkten in Hanau. So bietet beispielsweise die Staatliche Zeichenakademie Hanau u. a. die Ausbildung zum Goldschmiedemeister an und die HGA Gesundheitsakademie/Rettungsdienstschule Hessen bietet Ausbildungen für Rettungssanitäter, Pflegeassistenz und Erste Hilfe an.
Durch ein duales Studium an der staatlich anerkannten Brüder Grimm Berufsakademie Hanau (BGBA) kann neben einer Berufsausbildung gleichzeitig ein Abschluss als Bachelor of Arts erworben werden. Die angebotenen Studiengänge sind Produktgestaltung, Designmanagement sowie Innovationsmanagement und Marketing. Die Ausbildung in einem gestalterisch / handwerklichen oder kaufmännischen Beruf erfolgt in enger Zusammenarbeit mit Berufsschulen in der Region.
Zudem sind insgesamt zwei Förderschulen in Hanau vertreten. Das Bildungsangebot Hanaus runden eine Volkshochschule für die Erwachsenenbildung, eine Musikschule, eine Jugendkunstschule, eine Familienbildungsstätte, ein Jugendbildungswerk sowie das Umweltzentrum Kinzigaue ab.

## Persönlichkeiten
In Hanau wurden unter anderem die folgenden Persönlichkeiten geboren:

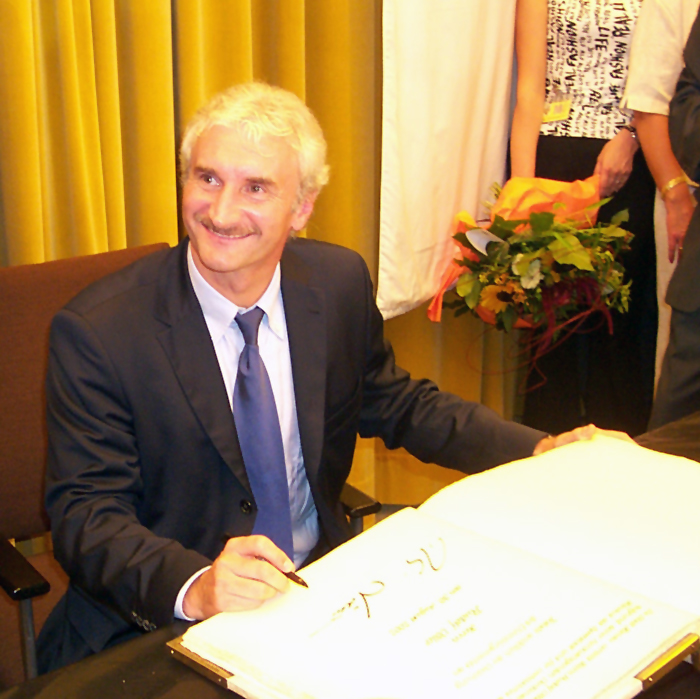
Der Fußballer Rudi Völler beim Eintrag ins Goldene Buch der Stadt (2005)

- Franz de le Boë (1614–1672), hessisch-niederländischer Arzt, Anatom und Naturwissenschaftler flämischer Abstammung, Erfinder des Gins
- Johann Peter Krafft (1780–1856), Maler
- Brüder Grimm, Jacob (1785–1863) und Wilhelm Grimm (1786–1859), Sprachwissenschaftler und Märchensammler
- Moritz Daniel Oppenheim (1800–1882), Maler
- Louis Appia (1818–1898), Chirurg, Mitbegründer des Internationalen Komitees vom Roten Kreuz
- Josef Limburg (1874–1955), Bildhauer
- Horst Treusch von Buttlar-Brandenfels (1888–1962), Luftschiffkommandant und Träger des Ordens Pour le Mérite
- Elisabeth Schmitz (1893–1977), Lehrerin und Widerstandskämpferin
- Paul Hindemith (1895–1963), Komponist
- Leopoldo Richter (1896–1984), Künstler, Keramiker, Entomologe
- Nyanaponika Thera (1901–1994), Buddhistischer Mönch, Mitbegründer der Buddhist Publication Society
- Ernst Meckelburg (1927–2008), Journalist und Buchautor
- Jürgen Grasmück (1940–2007), Autor von Horror- und Science-Fiction-Romanen
- Dominic Raacke (* 1958), Schauspieler (Tatort)
- Rudi Völler (* 1960), Fußballspieler, -trainer und -funktionär
- Thomas Berthold (* 1964), Fußballnationalspieler
- Kai Pfaffenbach (* 1970), Bildjournalist
- Marco Russ (* 1985), Fußballspieler von Eintracht Frankfurt und dem VfL Wolfsburg

## Sport

### Sportvereine
Mitgliederstärkster Verein des Main-Kinzig-Kreises ist die Turngemeinde 1837 Hanau. Hanau ist außerdem Heimat des ältesten hessischen Fußballvereins, des 1. Hanauer FC 1893, des TSV 1860 Hanau sowie des SC 1960 Hanau. Im selben Jahr wie der TSV Hanau 1860 wurde auch der TV Kesselstadt gegründet. Hanau hat auch einen Handballverein, die HSG Hanau, welche zurzeit in der 3. Liga Ost der dritthöchsten deutschen Spielklasse spielt. Das erste Inlinehockey-Spiel in Hessen wurde 1995 in Hanau abgehalten. In Hanau gibt es zwei American-Football-Teams, die Hanau Hornets [1. Saison: 1999/2000] und die Hanau Ravens [1. Saison: 2017 in der Verbandsliga Mitte=VI]. Die Basketball-Mannschaft White Wings Hanau spielte in der Saison 2016/2017 in der ProA, der zweithöchsten Liga in Deutschland. Der 1. Hanauer THC hat über 1200 aktive Mitglieder. Außerdem hat Hanau mit dem TFC 1869 Hanau einen der ältesten Fechtvereine Deutschlands. Des Weiteren existieren in Hanau drei traditionsreiche Rudervereine: die Hanauer Rudergesellschaft 1879, der Hanauer Ruderclub Hassia sowie der Ruderclub Möve Großauheim. In Hanau findet daher in regelmäßigen Abständen der Landesentscheid „Jugend trainiert für Olympia“ im Rudern statt. Der Golfplatz in Hanau an der Wilhelmsbader Kuranlage gehört zu den renommiertesten Anlagen in Deutschland. Im ländlichen Stadtteil Mittelbuchen sind der Fußballverein FC Mittelbuchen und die Sportvereine SV 1975 Mittelbuchen und TV 1888 Mittelbuchen beheimatet.

### Inklusion
2021 bewarb sich die Stadt als Host Town für die Gestaltung eines viertägigen Programms für eine internationale Delegation der Special Olympics World Summer Games 2023 in Berlin. 2022 wurde sie als Gastgeberin für Special Olympics Macau ausgewählt. Damit wurde sie Teil des größten kommunalen Inklusionsprojekts in der Geschichte der Bundesrepublik mit mehr als 200 Host Towns.